# 1928年中国
| 中国历史 / 中国历史年表                                                                                                   |
| 世紀： 19世纪中国 / 20世纪中国 / 21世纪中国                                                                               |
| 年代： 1890年代中国 / 1900年代中国 / 1910年代中国 / 1920年代中国 / 1930年代中国 / 1940年代中国 / 1950年代中国大陆         |
| 年份： 1924年中国 / 1925年中国 / 1926年中国 / 1927年中国 / 1928年中国 / 1929年中国 / 1930年中国 / 1931年中国 / 1932年中国 |
| 纪年： 戊辰年（龙年）、中华民国17年                                                                                       |

## 大事記
- 中国共产党在朱毛會師后不断发展壮大，在湘赣粤闽等地建立起多个“苏区”[1]:50。
- 毛澤東在《井岡山的鬥爭》稱：「是為邊界全盛時期。」[2]:174
- 冬——鄧小平在上海與中國共產黨員張錫媛結婚[3]:218

### 1月
- 1月1日——國民政府在首都南京集會慶祝民國開國第十七周年，國民政府常委譚延闓、李烈鈞及國府委員、軍事委員會委員、中國國民黨中央執監委員及黨政軍官員約千人參加大會（按：此係民國元年元旦孫中山在南京就任臨時大總統舉行開國慶典以來，國民政府首次在南京舉行開國紀念大會。）；李烈鈞、譚延闓、李宗仁由南京赴上海，請蔣介石回南京復職；國民革命軍第一集團軍第四十軍賀耀組部由山東南部進攻，是日占領臨城（今棗莊西）；建國豫軍總司令樊鍾秀自棗陽通電誓師北伐；國民革命軍第二集團軍總司令馮玉祥通電揭櫫河南、陝西、甘肅三省除害興利七事：一、肅清匪患，二、恢復交通、三、改良農業、四、改善貧民生活，五、普及教育，六、振興工商，七、籌集經費[4]:2909。
- 1月2日——國民政府致電上海蔣介石總司令，「應即旋都復職，共竟革命全功」；北方革命軍總司令閻錫山致電蔣介石，敦促蒞京復職，同日馮玉祥致電蔣介石，擁護出山[4]:2910。
- 1月3日——蔣介石通電中國國民黨中央執監委員及各級黨部，主張恢復最高黨部，速開中央全體會議，以結束過去黨內糾紛，樹立國家大計之新基，並表示「即日馳赴首都，負責籌畫一切，務使會議開成，黨基重奠」；國民政府明令蔣介石、馮玉祥、閻錫山、楊樹莊四總司令督率所部，完成北伐；國民政府第二十九次會議決議增推蔣介石、孫科、林森為國民政府常務委員，是日明令公布，著即就職；國民政府增設建設部，調任孫科為部長，所遺財政部長缺，著國民政府委員宋子文兼任；國民政府特派外交部長伍朝樞任赴美改訂條約特使，部務著次長郭泰祺代理；國民政府派上海中法大學校長褚民誼赴法國調查衛生事宜；第一集團軍第九軍軍長顧祝同到南京歡迎蔣介石，並赴軍事委員會報告前線軍情；駐南京各省軍、師代表暨辦事處主任、留守處主任熊斌、劉樸忱、譚星閣、袁績熙、史毓錕、陳戎生、黃朋等24人聯銜電請蔣介石出山，「早日命駕入都，主持軍事」[4]:2910-2911。
- 1月4日——下午蔣介石偕譚延闓、楊樹莊、何成濬、陳立夫等人乘火車由上海抵南京，當晚國民政府公宴蔣介石，李烈鈞致歡迎辭，蔣介石發表演說，希望四中全會早日召開，完成北伐；蔣介石致電漢口程潛、白崇禧，告以本日抵達南京，望群策群力，早日完成北伐；伍朝樞電國民政府辭赴美改約特使，畗派員與美國締結新約，現在是否為適當時機尚須斟酌，請勿明令發表改訂條約特使之令；安國軍第一方面軍軍團長孫傳芳應安國軍陸軍大元帥張作霖之邀入北京，討論前方軍事，津浦正面防務仍由孫軍擔任，孫軍餉項、軍裝及槍械則由北京軍政府供給，1月5日下午北京軍政府總理潘復及全體閣員設宴為孫餞行；第八路軍總指揮李濟深由香港返抵廣州；毛澤東率領工農革命軍第一營和第三營之一個連攻打遂川，在大坑打垮蕭家璧之靖衛團，縣城之敵聞訊棄城逃跑，次日紅軍乘勝占領遂川城[4]:2911-2913。
- 1月5日——蔣介石電中國國民黨中央執監委全體委員，報告已於1月4日馳抵首都，四中全會業已籌備完竣，請即日命駕前來，一俟到南京委員滿法定人數，立即正式開會；蔣介石電覆洛陽馮玉祥、太原閻錫山，告以1月4日抵達南京，四中全會業已籌備就緒，一俟足數，即可開會，並表示：「誓當簡率軍旅，會合雄師，完成北伐。」，同日並電胡漢民、孫科，「務請命駕，共支危局」；朱德、陳毅率領南昌起義部隊，以國民革命軍第十六軍第一四〇團名義，離開犁鋪頭（韶關西北30里左右）前往海陸豐與葉劍英所率領之廣州起義餘部會合，是日在起義農民支持下，占領廣東仁化縣城；國民革命軍東北總司令兼北方前敵總指揮李景林任崔庭芳為東北第一軍軍長；海豐縣蘇維埃政府在紅場舉行數萬人參加之群眾大會，歡迎由葉鏞、袁國平、徐向前率領之廣州起義之部分隊伍紅四師到達海豐城，彭湃在會上發表演說[4]:2913-2914。
- 1月6日——國民政府委員會開第三十次會議，議決將查辦汪精衛、陳公博等九人案移交中央監察委員會檢舉，鄧澤如、古應芬呈復通緝嚴辦汪精衛案，亦一併移送該委員會；國民政府第三十次會議據軍事委員會呈請，議決改編西征部隊為第十八軍及獨立第八師，任陶鈞為第十八軍軍長，劉春榮為獨立第八師師長，同日國民政府明令公布；國民政府以第六路前敵總指揮兼第二十軍軍長楊森把持地盤，縱庇吳佩孚潛謀不軌，是日明令免本兼各職，聽候查辦，所部交第六路總指揮劉湘、副總指揮劉文輝接收，第二十軍軍長職務准其遴員請簡，並責成川中將領嚴拿吳佩孚解南京懲辦；晚，吳敬恆離開南京悄然回上海，臨行前蔣介石聞訊曾晤吳面留，吳亦有致蔣一書留別，內有「先生之出，中外欣慰，前途光明，將無可量」等語；涿州開城，北方革命軍第四師師長傅作義出城與安國軍第三方面軍第八軍軍長萬福麟晤見，並乘車同赴保定見第三方面軍軍團長張學良，面商改編涿州晉軍事宜，至是安國軍傾全力圍攻三月不拔之涿州城，已於是日下午開城讓防，結束戰事；于右任著文批評李石曾「分治合作」論，認為三民主義為「現代世界最優良之主義」，略謂：「石曾先生以為世界只有馬克思（或列寧）、蒲魯東兩派，而忘卻除馬、蒲外，尚有吾黨總理孫中山先生可與馬、蒲鼎足而三也。須知總理三民主義，富於革命性而不失其和平中正，富於實際性而不流於空闊玄虛，較之馬克思、列寧、蒲魯東等之主義，均遠勝之，故現代世界最優良之主義，實非蒲魯東主義而為孫文主義。」[4]:2914-2916
- 1月7日——中國國民黨中央執行委員會常務委員會開臨時會議，譚延闓主席，蔣介石出席，到委員13人，會議決定通電各省黨部報告中央特別委員會業於去年12月28日結束，中央執行委員會常務委員會本日在南京開會，中央黨部即日開始辦公，並電請各執監委員來南京參與第四次全體會議；蔣介石正式復職，並向國民政府呈報繼續執行國民革命軍總司令職權，同日蔣到軍事委員會辦公；白崇禧所部第十三軍離開上海開赴武漢，閩軍獨立第四師張貞部由南京開上海接防，1月8日下午抵達上海[4]:2916。
- 1月8日——國民政府特任蔣介石為國民革命軍總司令；南京各界千餘人開「歡迎中央委員及蔣總司令大會」，中央委員丁惟汾等4人參加，褚民誼代表蔣介石出席[4]:2917。
- 1月9日——楊森電國民政府推卸庇吳責任，旋將吳佩孚等人送往大竹縣笠竹寺隱居，並囑駐大竹楊部第七師師長范紹增予以保護[4]:2919。
- 1月10日——軍事委員會政治訓練部召集各級政訓機關主任聯席會議於南京正式開會，軍事委員會政治訓練部秘書長徐德培主席，各級政訓主任40餘人參加，議定將軍事委員會政治訓練部改名為國民革命軍總政治訓練部，直隸於國民政府，各級政訓處改名為政治訓練部，海空軍政治訓練機關由總政訓部約定辦理，各獨立師、旅、團增設政訓機關，各軍設宣傳隊，特種軍事機關恢復政訓部，恢復連指導員，改名為連政治訓練員，上述各案建議中央全體會議核議；第十九軍軍長兼武漢衛戍司令胡宗鐸率第一師李思熾部自武昌乘車開赴湖北南部前線，武漢衛戍司令一職由第十八軍軍長陶鈞代拆代行；涿州傅作義部改編為陸軍第三十六師，是日安國軍第三、第四方面軍軍團長張學良、韓麟春自保定總部發出委任令，派白儒清為第三十六師師長，未到任以前，由團長袁慶增代理[4]:2920。
- 1月11日——國民革命軍總司令部任命該部各處長等人選：總司令辦公廳主任吳思豫，參謀處長葛敬恩，副官處代處長郭大榮，軍法處長孫葆瑢，經理處長繆斌，兵站總監黃振興，次日任命張群為總參謀長，何成濬為總參議[4]:2921。
- 1月12日——朱德、陳毅率領南昌起義部隊以國民革命軍第十六軍第四十七師第一四〇團名義，在宜章舉行暴動推翻中國國民黨縣政權，次日宜章縣城開群眾大會，到五六千人，朱德宣布暴動成功，會後起義軍改編為中國革命軍第一師，下轄兩個團，第一團為南昌起義部隊，朱德兼團長，第二團為宜章起義農民，胡少海任團長[4]:2922。
- 1月13日——國民革命軍第二集團軍總司令馮玉祥移駐新鄉督師北伐；國民政府軍事委員會令高桂滋所部新編第十九軍改編為國民革命軍第四十七軍[4]:2924。
- 1月16日——國民政府議決設立僑務局，簡任鍾榮光為局長，是日鍾於上海就職，局址設上海[4]:2926。
- 1月17日——國民政府明令改組河南省政府，指定馮玉祥為主席；國民政府任命龍雲等為雲南省政府委員，指定龍雲為主席；馮玉祥部連日來與直魯軍在河南湯陰、彰德激戰，河南境內之直魯軍完全肅清；傅作義自保定發出下野通電，宣布「謹即束身引退，以謝國人。大局稍定，言還故鄉」[4]:2927-2928。
- 1月18日——中國國民黨中央政治會議第一二五次會議加推楊樹莊為中央政治會議委員；熊式輝到上海就代理滬淞衛戍司令職，所部第十三軍第一師亦自無錫調上海[4]:2928。
- 1月20日——駐鄂西第二軍魯滌平部占領沙市，楊森軍向宜昌撤退[4]:2929。日船大吉丸在江西九江撞沉44军军械船，死40多人。
- 1月21日——國民政府特派龍雲為國民革命軍第十三路軍總指揮，任命陳焯為國民革命軍第二十六軍軍長，胡瑛為國民革命軍第三十八軍軍長，孟坤為國民革命軍第三十九軍軍長[4]:2929。
- 1月23日——湘軍退出長沙[4]:2930。
- 1月25日——西征軍占領長沙，湘軍殘部向株洲、衡陽逃遁；安國軍將領在北京開軍事會議，張學良、張宗昌、孫傳芳、褚玉璞等出席，會議決定全力對付馮玉祥，並以韓麟春卧病未愈，三、四方面軍團悉由張學良主持，經張學良商承張作霖同意後，由楊宇霆兼代第四方面軍軍團長，駐保定指揮軍事，萬福麟各部悉數南調，磁州為最前線，次日軍事會議閉幕[4]:2931。
- 1月26日——南京成立軍官團，專收中央軍校、黃埔軍校及軍官研究所各期畢業生之無工作者，蔣介石自兼團長，是日開始辦公[4]:2932。
- 1月27日——國民政府第三十五次會議議決：任賀耀組為首都衛戍司令，軍事委員會航空處處長張靜愚兼北伐航空司令，郭汝棟繼楊森任川軍第二十軍軍長，仍歸第六路總指揮劉湘節制；白崇禧抵長沙，次日程潛由汨羅乘車到省[4]:2932-2933。
- 1月31日——國民政府第三十六次會議議決任命蔡元培為交通部直轄第一交通大學校長，同日國民政府明令公布[4]:2934。

### 2月
- 2月1日——中國國民黨廣州政治分會議決加派謝瀛洲等10人為省黨部改組委員，派孫科為建設廳長，未到任前由吳鐵城代理[4]:2936-2937。
- 2月2日——中國國民黨二屆中央執行委員會第四次全體會議於上午10時在南京舉行開會式；下午，整理黨務審查委員會開會，決定中央黨部除宣傳、組織兩部及秘書處不予更改外，請增設訓練委員會、民眾運動委員會以代替農、工、商、青、婦部，當晚蔣介石召集外交方針討論委員會開會，磋商清黨後外交方針；馮玉祥電令各軍嚴密查拿共產黨，規定：於本年1月1日起，凡訊明有據者，押送前來，定實行槍決；吳佩孚在大竹設「大帥行轅」，掛「討賊聯軍總部」招牌[4]:2938-2939。
- 2月3日——中國國民黨二屆四中全會舉行首次會議，中執委員23人出席，中監委員8人列席，譚延闓主席，決議開除隸屬共產黨之中央執行委員譚平山、林祖涵、于樹德、吳玉章、楊匏安、惲代英6人，候補中央執行委員毛澤東、許蘇魂、夏曦、韓麟符、董必武、屈武、鄧穎超7人黨籍[4]:2940。
- 2月4日——中國國民黨二屆四中全會下午繼續開會，譚延闓主席，決議：修正通過「整理黨務根本計劃」審查委員會提出之《整理各地黨務決議案》，規定各地各級黨部一律暫行停止活動，聽候中央派人組成黨務指導委員會，辦理黨員重新登記及整理事宜[4]:2942。
- 2月5日——馮玉祥由新鄉赴鞏縣，2月9日返鄭，2月10日即赴汴；閻錫山在太原召集晉軍北伐前敵將領開緊急會議，商震、徐永昌、楊愛源及留省各師長出席，決定反攻奉軍；黎元洪聲明否認參加北方名流發起之全國和平運動[4]:2943。
- 2月6日——國民政府大學院決定改國立第三中山大學為浙江大學，蔣夢麟任校長[4]:2945。
- 2月7日——中國國民黨二屆四中全會閉幕，上午舉行第四次會議，決議：推舉戴季陶、丁惟汾、于右任、譚延闓、蔣介石為中央執行委員會常務委員，推舉丁惟汾、于右任、王伯群等49人為國民政府委員，推定譚延闓、蔡元培、張靜江、李烈鈞、于右任為國民政府常務委員，譚延闓為國民政府主席，推選于右任、方振武、方聲濤等73人為軍事委員會委員，指定于右任、白崇禧、李宗仁、李濟深、何應欽、朱培德、程潛、馮玉祥、楊樹莊、蔣介石、閻錫山、譚延闓為軍事委員會常務委員，蔣介石為軍事委員會主席[4]:2945-2946。
- 2月8日——第一集團軍第九軍長顧祝同向徐州北上，經柳泉轉賈汪，視察右翼前線防務，並檢閱駐賈汪一帶之第九軍第三師涂思宗、第二十一師陳繼承兩部，當晚仍原車返徐州；中國國民黨廣州政分會議決，新編第四軍回復第四軍名稱，陳濟棠任軍長；國民政府特別黨部依四中全會整理黨務計劃案，決定呈報中央黨部停止籌辦[4]:2946-2947。
- 2月9日——蔣介石偕總參議何成濬赴徐州視察軍事，並謀與馮玉祥謀面，商榷北伐事宜，次日抵達徐州，總部參謀長林伯森及第一、第九、第二十七軍各軍長劉峙、顧祝同、夏鬥寅到車站迎迓；國民政府特任黃郛為外交部長，2月21日黃郛自上海到南京就外交部長職，發表對外宣言，提出屏除不平等條約等六項與友邦周旋之標準；國民政府電令各省、市政府嚴密防範共產黨，稱：共產黨「自厲行清黨以後，竟有怙惡不悛之徒，潛去各方，陰謀復煽，除惡務盡，防範宜周，仰各省、市政府轉飭所屬，嚴密查拿」[4]:2948。
- 2月10日——夏鬥寅所部新編第十軍奉令改為第二十七軍，是日夏於徐州宣布改稱，並宣誓就職；大學院決定將廣州「第一中山大學」名稱改為「中山大學」，「第四中山大學」名稱改為「國立江蘇大學」[4]:2950。
- 2月11日——國民政府令軍事委員會及北伐全軍總司令限期完成北伐；國民政府簡派陳紹寬、劉岳峙、劉召圃、陳嘉任、張定為湘鄂臨時政務委員會委員；第一路軍總指揮何應欽以該路轄10餘軍之多，戰線綿亘數百里，運輸聯絡諸感不便，是日致電蔣介石請改訂編制，並即請其就近指揮，己則專力於後方事務；陳調元部第三十七軍由安慶啟程開赴徐州前線；朱德派紅軍一連兵力，協同江西省永興縣農軍，一舉攻占永興縣城，次日永興縣蘇維埃政府成立，劉木為委員長，2月13日組建紅色警衛團，尹子韶為團長，黃克誠為黨代表[4]:2950-2951。
- 2月12日——張作霖決定：禇玉璞調任吉林督辦，張作相為直隸督辦兼三四方面軍團司令，以孫傳芳為山東督辦，並協同在德州之于學忠部擔任山東之防護；第三十七軍軍長陳調元奉召由南京赴徐州面晤蔣介石，商北伐軍事[4]:2951-2952。
- 2月13日——國民政府明令公布軍事委員會常務委員及主席人選：于右任、白崇禧、李宗仁、李濟深、何應欽、朱培德、程潛、馮玉祥、楊樹莊、蔣介石、閻錫山、譚延闓為軍事委員會常務委員，指定蔣介石為軍事委員會主席；國民政府公布《修正中華民國國民政府組織法》，次日公布《修正國民政府軍事委員會組織大綱》；蔣介石於徐州前線電國民政府，報告本日下令改編第一路軍為第一集團軍，第一集團軍總司令由蔣自兼，調第一路總指揮何應欽為國民革命軍總司令部參謀長[4]:2953。
- 2月14日——國民政府公布《修正國民政府軍事委員會組織大綱》；第十一路總指揮方振武由歸德到徐州晤蔣介石，次晚先蔣遄返歸德候迎，並與蔣同赴汴，列席蔣、馮開封軍事會議；張作霖任命沈鴻烈為海軍第一艦隊司令，凌霄為海軍第二艦隊司令[4]:2954。
- 2月16日——蔣介石於下午2時由徐州抵達開封與馮玉祥會商北伐大計及作戰方略，結果馮同意將國民軍改編為國民革命軍第二集團軍，議決彰德、大名方面及山西方面先取守勢，集中兵力以解決山東，期於三個月內會師北京；中國國民黨中央黨務委員會第一一七次會議議決，遵照四中全會決議，各級黨部暫停活動，次日由中央執行委員會電告各省、市黨部[4]:2957。
- 2月17日——蔣介石偕馮玉祥離開開封赴鄭州視察，次日車至歸德及碭山，先後下車分別對第十一路方振武部第四十一軍及第三十四軍訓話，下午2時專車返抵徐州[4]:2958。
- 2月18日——國民政府建設委員會開成立會，到譚延闓、李石曾、黃郛、鄭洪年、陳立夫、王征、葉楚傖、吳敬恆等委員及江蘇、浙江、安徽三省建設廳長，張靜江主席，討論職權問題，決定由秘書處草擬暫行條例，俾資依據[4]:2959。日轮第二厚田丸在江苏泰兴新港撞沉大通公司新大明轮，死300多人。
- 2月19日——蔣介石離開徐州，次日凌晨抵達南京會晤譚延闓、李烈鈞，報告開封會議經過及前方軍事編配布置情形，關於黨政各要務亦有協商[4]:2960。
- 2月20日——張作霖特派張宗昌兼節制直隸軍務[4]:2961。
- 2月21日——國民政府大學院明令廢止祀孔，令稱：查我國舊制，每屆春秋上丁，例有祀孔之舉，實與現代思想自由原則及本黨主義大相悖謬，著將祀孔舊禮，一律廢止；毛澤東率領工農革命軍兩個團自遂川攻打寧岡新城，殲滅守軍多人，擊斃營長王國政、靖衛團長李樹滋，活捉縣長張開陽，俘敵軍400餘人，並占領新城，是日在寧岡礱市開萬人大會，成立寧岡縣蘇維埃政府[4]:2961-2962。
- 2月22日——中國國民黨中央政治會議第一二九次會議，議決：一、設立國民政府內政、農礦、工商三部，特任薛篤弼、易培基、孔祥熙分別擔任，咨國府任命，二、推黃郛為政治會議委員，三、推方振武、薛岳、岳維峻為國民政府委員，四、推李宗黃、吳忠信、劉紀文為建設委員會委員，五、推于右任為國府審計院院長，六、《立法程序法》修正通過，移送中央執委會交國府公布等10項議案；北京安國軍將領開會，重新部署作戰計劃：張宗昌為津浦路討赤總指揮，孫傳芳為魯西討赤總指揮，褚玉璞為大名方面討赤總指揮兼津浦路討赤副總指揮，張學良為京漢路討赤總指揮，楊宇霆為副總指揮，張作相為京綏路討赤總指揮，湯玉麟、高維岳為副總指揮，同時決定所有直軍系統歸張宗昌指揮；馮玉祥由汴赴洛，2月28日檢閱第三十軍劉驥部，馮任命石敬亭兼第二十二軍長；第十七軍軍長曹萬順通電稱，奉蔣介石電令獨立第一師著改為第十七軍第二師，委李明揚為第十七軍副軍長兼第二師師長[4]:2962-2963。
- 2月23日——中國國民黨中常會第一一八次會議，通過10項議決案，其要項為：一、推定蔣介石、戴季陶、丁惟汾分任組織、宣傳、訓練部長，二、民眾訓練委員會推定經亨頤、朱霽青、戴季陶、蔣介石、何香凝、王樂平、丁超五、陳果夫、李石曾九人組織之，李、經、朱、何、陳5人為常委，三、推丁超五為中央特別臨時法庭庭長，四、推孫岳、岳維峻為國民政府委員；國民政府軍事委員會成立，國民政府軍事委員會經四次全會議決改組，推定委員及常務委員，是日開成立會，到常委蔣介石、于右任、譚延闓、李宗仁，委員李烈鈞等20餘人，蔣介石主席，議決發表就職通電，宣布務於最短期間，完成北伐大業[4]:2964。
- 2月25日——張作霖任羅文幹為外交總長，王蔭泰為司法總長，姚震為大理院院長；北京軍政府財政總長閻澤溥呈請辭稅務督辦兼職，是日張作霖指令照准，同日特任梁士詒為稅務督辦[4]:2966。
- 2月26日——馮玉祥致電熊斌，稱蔣介石「實今第一流人才」，並告以蔣來汴晤面，對北軍事已商定具體辦法，蔣決定自提20萬重兵循津浦線北進，與國、晉軍同時動作；第四軍第十一師3,000人取道揭陽進攻陸豐蘇維埃政權，2月29日攻陷陸豐縣城[4]:2967。
- 2月27日——張作霖特派余棨昌為修訂法律館總裁[4]:2967。
- 2月28日——國民政府委員會第四十二次會議，議決12項，其要項為：一、公布政治會議修正通過之《立法程序法》，二、加推方振武、岳維峻、孫岳為國府委員，錄案通知，三、任命丁超五為中央特種刑事法庭庭長，四、建趙聲銅像費用1.4萬元照撥，五、特任蔣介石兼國民革命軍第一集團軍總司令，馮玉祥為第二集團軍總司令，閻錫山為第三集團軍總司令（2月29日明令公布），六、派李宗仁前線武漢勞軍，並收束軍事，準備北伐；北伐軍編組正式決定：北伐全軍總司令蔣介石，參謀總長何應欽，第一集團軍總司令蔣介石（兼）（轄18個軍，29萬人》，第二集團軍總司令馮玉祥（轄25個軍，31萬人），第三集團軍總司令閻錫山（轄11個軍，15萬人），海軍總司令楊樹莊（轄四個艦隊）；國民政府軍事委員會特任汪精衛、胡漢民、陳季良為委員；國民政府特任薛篤弼為國民政府內政部長，孔祥熙為國民政財政部長，易培基為國民政府農礦部長，同日又特任于右任為國民政府審計院院長[4]:2968。日本海军在福建平潭海域屠杀中国渔民。
- 2月29日——張作霖特任鮑貴卿為審計院院長[4]:2970。

### 3月
- 蔣介石以大舉北伐在即，命令增設首都警備司令部，直隸總司令部，任命軍事委員會軍政廳長陳誠兼任警備司令；蔣介石委馮志洵為第四十一軍軍長，馮前任直魯軍畢庶澄軍之參謀長，畢以倒戈未成遇害後，舊部多散處魯東北，馮委盛覺民為獨立第一旅旅長，偕團長鮑哲謀來徐組織司令部，招集畢之舊部參加北伐；上海浦東商業儲蓄銀行成立，董事長杜月笙，總經理裴正庸，資本1,500萬元；中央研究院社會科學研究所在上海成立，又決議設歷史語言研究所於廣州，任傅斯年、顧頡剛、楊振聲為常務籌備員[4]:3002-3003。
- 毛泽东为第一师师长，传达湘南特委要求工农革命军第一师开赴湘南参与朱德部发动的湘南起义[5]。
- 3月1日——中國國民黨中常會第一一九次會議議決：總理逝世紀念日，各地舉行植樹，以為各地造中山林之提倡；通過孔繁霨、豐玉璽、朱綬光、張蔭梧、孫楚、趙守鈺、曹浩森、孫連仲、劉鎮華、黃國梁、譚慶林、井秀岳、高桂滋、任應岐、方鼎英、伊德欽、劉汝明、衛定一、石友三、張維璽、韓復榘、李雲龍、方本仁、夏鬥寅為軍事委員會委員；派組織部長蔣介石赴杭州勘查浙江省黨部與省政府發生之糾紛；上午，蔣介石抵達上海，檢閱滬寧線、浙滬線沿路駐軍；馮玉祥由洛陽赴孝義，3月3日抵鄭州，在飛機場檢閱軍官學校及第三師騎兵[4]:2971-2972。
- 3月2日——國民政府委員會第四十三次會議，通過八項決議，其要項為：任命陳調元、柏文蔚、吳忠信為等11人為安徽省政府委員，指定陳調元為主席，批准江寧區炮台司令改為江寧區要塞司令，鎮江要塞司令改為鎮江區要塞司令，澄路要塞司令改為江陰區要塞司令；上午，蔣介石到杭州檢閱軍隊及磋商浙江省黨政問題，下午浙江省政府民眾開大會歡迎，到數萬人，何應欽主席並致詞歡迎，蔣介石發表演說，深望杭州各界同志盡力幫助北伐，擁護省黨部與省政府，3月5日蔣介石由上海返抵南京；程潛任命許克祥為湘南「剿匪」總司令，羅霖（原湘軍周斕軍第二旅旅長）副之[4]:2973-2974。日本驻厦门领事馆警察在厦门逮捕日属朝鲜人4名。
- 3月3日——國民政府批准甘肅省改定縣名：狄道縣改臨洮縣，導河縣改臨夏縣，鎮戎縣改豫旺縣，伏羌縣改甘谷縣，碾伯縣改樂都縣，巴戎縣改巴燕縣，平番縣改永登縣，鎮番縣改民勤縣，撫彝縣改臨澤縣，毛目縣改鼎新縣[4]:2974。
- 3月4日——湘軍李品仙第八軍第二師師長吳尚抵達長沙，向程潛輸誠，程即委吳為第八軍軍長，撥給該軍伙食費三萬元，令移駐湘陰、平江一帶「剿共」，同日程潛以湖南、湖北戰事已定，又保舉周斕為第十七軍軍長，廖磊為第三十六軍軍長，李品仙為第十二路總指揮，準備北伐[4]:2975。
- 3月6日——國民政府委員會第四十四次會議，議決：照准郭泰祺辭去外交部次長代理部務職務，特派蔡元培兼代王寵惠司法部長職務，任命閻錫山、楊兆泰等九人為山西省政府委員，閻錫山為主席；中央陸軍軍官學校在南京成立，原名陸軍軍官學校，1926年1月12日改組為中央軍事政治學校，1927年11月5日軍事委員會令該校改名為中央陸軍軍官學校；蔣介石下令將駐潁、亳之第四十七軍高桂滋部，歸第十一路總指揮方振武指揮[4]:2976-2977。
- 3月7日——中國國民黨中央政治會議第一三一次會議，推蔣介石為中央政治會議主席，任命李濟深為政治會議廣州分會主席、李宗仁為政治會議武漢分會主席、馮玉祥為政治會議開封分會主席、閻錫山為政治會議太原分會主席；第二集團軍總司令馮玉祥由蘭封移駐新鄉，就近指揮彰德軍事，並任第九方面軍總指揮鹿鐘麟兼任北路軍總司令，令第二方面軍總指揮孫連仲率第十四軍、第二十三軍、騎兵第一軍鄭大章部，調赴彰德前線增防，拒止磁州之敵南下[4]:2977。
- 3月8日——中國國民黨中央黨務會議據組織部長蔣介石函請，決定推陳果夫代中央組織部長；張宗昌在濟南召開軍事會議，孫傳芳、鄭俊彥、褚玉璞、劉志陸、寇英杰、師景雲等出席，商討對晉、豫、寧三方軍事，決魯西主攻，魯南主守[4]:2978。
- 3月9日——國民政府委員會第四十五次會議，議決：任命蔣介石為中央陸軍軍官學校校長，李濟深為副校長，何應欽為教育長，戴季陶為軍事委員會政治訓練部主任，何思源、方覺慧為副主任，設立國民政府國定關稅委員會，3月13日國民政府公布中央陸軍軍官學校蔣、李、何之任命令[4]:2979。
- 3月10日——蔣介石遣陳儀率軍事考察團赴德國考察；西康特區政務委員會在康定成立，國民革命軍第二十四軍軍長劉文輝任命賀守賢、韓沛、吳三降、陳啟圖、胡人綱為該會常務委員，指派賀守賢為主席；《新月》雜誌創刊，徐志摩主編[4]:2980-2981。
- 3月11日——朱培德所部第五路軍第二十七師師長楊如軒派第二十五團與第七十九團由永新出發，第八十一團由遂川出發，分三路包圍井岡山紅軍，3月13日下午第二十五團陷茅坪，毛澤東率紅軍千餘退走湘邊，紅軍袁文才部千數百人退向隴西，同日第七十九團陷古城；第三十三軍軍長柏文蔚分呈軍事委員會及蔣介石，報告業將第三十三軍軍長職交該軍第二師師長張克瑤，僅任宣慰使[4]:2981-2982。
- 3月13日——國民政府特任李濟深為國民革命軍參謀總長，何應欽為國民革命軍參謀次長，同日又特派何應欽代理參謀總長，本月30日李通電就任，並稱不能常駐南京執行職務；國民特派蔣作賓為戰地政務委員會主席委員，同日又任命何成濬為國民革命軍總司令部總參議；國民政府令免軍事委員會常務委員辦公廳主任馬曉軍、政治訓練部代理主任陶冶公、軍政廳廳長嚴重本職，任命楊杰兼辦公廳主任，戴季陶為政治訓練部主任，何思源、方覺慧為副主任，朱紹良為軍政廳廳長；李景林派軍長崔芳亭抵達徐州組設司令部，參加北伐，招降奉系各軍[4]:2983。
- 3月14日——中國國民黨中央政治會議第一三二次會議通過：蔣介石提議在北伐期間由譚延闓代理中央政治會議主席；軍事委員會李品仙為第十二路軍總指揮，統率第十七軍、第三十六軍，是日李品仙通電宣布於新化行營就職，並請將所部移駐新化、寶慶、湘鄉整理後北伐；澎湃率赤色教導團於海陸豐失陷後，於3月10日直撲惠來縣，國軍第十一軍第二十六師第七十六團顏鼎成部退守城中五日，旋因形勢不利，於是晚突圍出城，彭湃遂率部入城[4]:2984-2985。
- 3月15日——中國國民黨中常會第一二二次會議，決議中央宣傳部長戴季陶未到任以前，指定葉楚傖為宣傳部秘書並代理部務；國民政府任命賴心輝為國民革命軍第九路軍副總指揮[4]:2985。
- 3月16日——葉琪在長沙通電就任第十二軍軍長，即將所部集中武漢，待命北伐[4]:2987。
- 3月18日——毛泽东率领部队到达湖南酃县中村，到此地后，“两件使人兴奋的消息传来了：一件是看到中共中央的文件，澄清了将毛泽东‘开除党籍’的误传，扫除原来笼罩在人们心头的一片阴影，毛泽东又可以在部队中发挥领导作用了；另一件是得知朱德、陈毅、王尔琢率领的南昌起义军余部在发动声势浩大的湘南暴动取得巨大成功后遭到强大敌军追击，正向井冈山方向撤退。”[6]这样工农革命军第一师不用继续向湘南开拔了，毛泽东在酃县中村听取中共酃县特别区委书记刘寅生的工作汇报，并指示将特别区委改组为县委，以刘寅生为书记；把酃县暴动队改为赤卫团[7]。时隔28年后的1956年9月，毛泽东在中共八大的一次预备会上谈起此事：“井冈山时期一个误传消息来了，说中央开除了我的党籍，就不能过党的生活了，只能当师长，开支部会我也不能去”“‘开除党籍’，又不能安个职务，就让我当师长。我这个人当师长就不那么能干，没有学过军事。因为你是个党外民主人士了，没有办法，我就当了一阵师长”“后来又说这是谣传，是开除出政治局，不是开除党籍。啊呀，我这才松了一口气！”[8]
- 3月19日——夏鬥寅奉蔣介石命赴北伐前線，是日卸徐州戒嚴司令兼職，由劉峙暫攝；陳濟棠在廣州就第四軍軍長職，同日陳委任余漢謀為第十一師師長、香翰屏為第十二師師長、陳章甫為第十三師師長；粵軍鄧彥華部攻占海豐城[4]:2990-2991。
- 3月20日——閻錫山在太原就第三集團軍總司令職；戰地戰鬥政務委員會成立，是日戰地政務委員會主席委員蔣作賓、委員蔡公時、趙世暄、陳家棟、仇鰲、林者仁，在南京國民政府大禮堂宣誓就職，中國國民黨中央黨部代表譚延闓、國民政府代表李烈鈞出席並訓詞；第四十軍軍長賀耀組呈報軍事委員會總司令部，以出發在即，後方一切事宜由副軍長毛炳文處理，並請辭首都衛戍兼職，准調駐寧部隊全部北伐，蔣介石面諭慰留，衛戍暫歸谷正倫負責；第五路軍總指揮朱培德致電李烈鈞，決率部北伐，3月22日國民政府復電嘉許[4]:2991。
- 3月中旬——蔣介石密電劉湘、賴心輝等人，以除吳佩孚必先倒楊森，希對楊「共張撻伐」[4]:2992。
- 3月22日——國民政府任命阮玄武為國民革命軍第三十四軍軍長，鮑剛為國民革命軍第四十一軍軍長，馬文德為國民革命軍第四十二軍軍長，何應時為國民革命軍第四十二軍副軍長；白崇禧以北伐在即，致電軍事委員會請辭淞滬衛戍司令職，並以第三十七師遠戍滬濱，統馭不便，請改歸軍委會直轄；錢大鈞部第三十二軍奉蔣介石命由浙江開拔到上海，是日第一批開抵北站[4]:2993-2994。
- 3月23日——國民革命軍總司令部參謀團組成，張之江任主任，是日公布參謀條例13條，其中規定該團「隸屬於國民革命軍總司令，為國民革命軍各高級幹部幕僚人員之聯合機關」；國民政府據馮玉祥請，電程潛、白崇禧，請將葉琪部開赴彰德[4]:2994-2995。
- 3月24日——兩湖善後會議在長沙開幕，程潛主席；軍事委員會任何思源兼代該會訓練部主任；第一集團軍第九軍軍長顧祝同由南京返抵徐州指揮軍事；第一集團軍第四十軍軍長賀耀組離開南京赴徐州，賀部在寧之第二師楊永清部3月23日起陸續開徐[4]:2995。
- 3月25日——賀耀組奉蔣介石命，赴歸德與第十一路總指揮方振武會商北伐軍事計劃；張學良、楊宇霆離開北京抵達保定，3月28日到東長壽檢閱奉軍，3月29日到石家莊指揮作戰[4]:2995-2996。
- 3月28日——國軍對駐惠來紅四師、紅二師決取三路合圍勢：一、第十一師余漢謀由海豐進攻，二、黃旭初部由紫金進攻，三、潮汕軍由揭陽進攻，是日顏德基指揮「中山」艦載守備軍一團抵汕頭，即登岸赴前方增援，4月5日陷惠來[4]:2998。
- 3月29日——張宗昌、孫傳芳在濟南誓師，發出通電兩通，一電專攻擊馮玉祥，另一電則表示希望閻、蔣兩方勿助馮氏，稱「願與重溫舊好，各不相犯」；德國國會通過政府提案，決議禁止由德運輸軍火入中國[4]:2999。
- 3月30日——蔣介石在總司令部設東北特別委員會，以蔣作賓、熊斌、劉樸忱、張璧、孔繁霨、冷遹、盧曜、孫洪、張之江、南桂馨、李廷玉、張肇、何成濬等14人組成，是日在南占開第一次談話會，推熊斌等三人起草組織條例，4月1日下午繼續開會，討論急於進行各事項，並推定蔣作賓、熊斌、劉樸忱為常務委員；李宗仁、陳銘樞抵達長沙，程潛、白崇禧親赴南洋旅社拜晤，當晚程、白歡宴李、陳，共商北伐[4]:3000。
- 3月31日——晚，蔣介石到徐州督師北伐，同日發表《北伐出發告後方同志書》，要求後方將士努力職守，使閻閭不驚，工商樂業，前敵將士，無後顧之憂；淞滬衛戍司令部奉命撤銷，同日第三十二軍軍長錢大鈞抵達上海，次日第三十二軍軍部移至龍華正式接防；彭湃率領紅四師占領普寧縣[4]:3000-3001。

### 4月
- 余日章率中國代表團出席耶路撒冷召開之世界宣教會會議[4]:3033。
- 4月1日——蔣介石在徐州發表《告前方將士書》，要求前方將士「視民眾之痛苦為己身之痛苦，視國家之危難如己身之危難，將存必死之心，士懷必勝之氣，直薄幽燕，長驅關外，使張作霖覆滅而後，更無繼張作霖而起之人」；蔣介石在徐州發表《告北方將士書》，號召北方將士翩然來歸，相與成不世之業，「誠能於革命軍未到以前，在軍閥後方自動舉義者，即以原職任用，其臨陣歸附者，亦一律從優待遇，與革命軍無稍差異」；第一集團軍第四軍團總司令方振武由歸德赴徐州晤蔣介石，會商北伐[4]:3003-3004。
- 4月2日——是日至4月4日蔣介石在徐州、柳泉、賈汪各地檢閱當地駐軍並訓話，稱兩個月內打下北京，4月5日蔣抵新安鎮檢閱第二十六軍、第三十七軍；戰地政務委員會主席蔣作賓、委員蔡公時自南京出發赴徐州；國民政府任命龍雲兼國民革命軍第三十八軍軍長；國民政府軍事委員會明令淞滬衛戍司令部著改淞滬警備司令部，該司令一職簡任第三十二軍軍長錢大鈞兼充；李宗仁、陳銘樞、程潛、白崇禧在長沙開會磋商北伐，商定兩湖軍隊組成五個縱隊，由李率隊北伐，白留守武漢，程坐鎮長沙，4月7日李、白率第七、第十九等五軍兵力參加北伐，即日開拔；張學良、楊宇霆在邯鄲與戢翼翹、于學忠等會議磁南軍事事畢，是日由邯鄲北返，經石家莊抵達靈壽，往平山前線視察，同日奉軍占領平山；褚玉璞抵達大名，召直軍各將官開會磋商反馮（玉祥）軍事[4]:3005。
- 4月3日——蔣介石在徐州行營舉行第一集團軍各軍參謀長會議，面授作戰命令，並指示方略，共七條；國民政府外交部令免特派江蘇交涉員郭泰祺職，遺缺以外交部第一司司長金問泗接任；北京軍政府國務院會議決定將軍事部內陸、海、航空三署併為軍政署，任楊毓珣為署長；另設參謀署，于國翰為署長[4]:3006。
- 4月4日——湘鄂善後會議閉幕，4月6日駐長沙程潛部隊李明灝第六軍開會擁護善後會議；馮玉祥以開封政治分會主席名義電令豫、陝、甘三省政府澄清吏治，用人須注重培養、選擇、陶冶、督察[4]:3007。
- 4月5日——中國國民黨中常會第一二五次會議，修正通過中國國民黨中央執行委員會《北伐宣言》及《對全體黨員訓令》案；奉軍自彰德方面向馮玉祥第二集團軍猛攻，奉方兵力雄厚，第二集團軍尚未布置完竣，馮玉祥調洛陽劉驥軍、禹縣劉汝明軍、漯河韓復榘軍加入前線，仍寡不敵眾[4]:3007。朱毛会师[9]，恢复了毛泽东的中央委员职务[10]。
- 4月6日——馮玉祥下令第二集團軍河南北部各軍進攻磁州、大名，以分奉軍優勢，期解山西之危；第一集團軍第一、二、三縱隊改為軍團，仍以劉峙、陳調元、賀耀組為總指揮，第十一路軍改為第四軍團，以方振武為總指揮；日本首相田中義一、陸軍大臣白川義則、參謀總長鈴木莊六開會，就「山東形勢遽變」研討對策，一致同意「迅行派兵保護濟南及膠濟沿線日僑」[4]:3008。
- 4月7日——蔣介石下總攻擊令，第一、二、三集團軍分別沿津浦、京漢、正太鐵路挺進，同日蔣發布誓師詞稱，黨國存亡，主義成敗，人民禍福，同志榮辱，在此一戰；蔣介石赴海州閱第十七軍，次日赴運河閱第四軍，繆培南同行，當晚乘專車返回徐州；蔣介石因率師北伐，所任軍事委員會主職務未便兼顧，推李濟深暫行代理，呈請國民政府備案，是日國民政府批覆准予備案；國民政府令：嗣後舊曆清明植樹節，應改為總理逝世紀念式，所有植樹節應即廢止，清明節各機關照常辦公；第一集團軍第一軍團奉命發動進攻；國民政府任楊杰為國民革命軍第一集團軍總參謀長；國民政府明令照上將例恤前國民軍副總司令兼第二軍軍長胡景翼；第八路軍第五軍軍長徐景唐率第十三師、第十一師各一部赴東江「剿共」，是日陷惠來[4]:3008-3009。
- 4月8日——軍事委員會任李宗仁為國民革命軍第四集團軍總司令（5月16日國民政府明令公布），白崇禧為第四集團軍前敵總指揮，參加北伐；張學良到北京，報告安國軍兩路軍情，並領軍餉百萬元，4月10日張離開北京回防，4月11日到石家莊與楊宇霆晤面；孫傳芳部第四第十五團由濟寧開赴魚台增防，同日兗州直魯聯軍第二炮輜各團營、第十師鄭俊彥全部抵達濟寧填防[4]:3009-3010。
- 4月9日——第二集團軍第九方面軍鹿鐘麟部鄭大章騎兵第一軍由彭城抄襲邯鄲，戰勝奉軍，占領邯鄲城；第一集團軍第二十六軍陳焯部邢震南第六十三師，向郯城張宗昌所部方永昌第四軍進攻，激戰數小時，擊敗魯軍，占領郯城；黃旭初率部抵達普寧「剿共」[4]:3010-3011。
- 4月10日——第一集團軍第一軍團克台兒莊，張宗昌第三十軍毛思義部據險而守，激戰終日，毛部不支，向嶧縣退走，是晚第一集團軍第九軍顧祝同部攻克台兒莊；蔣介石任段祥麟為暫編第十八軍軍長，武衍周為東北軍前敵總指揮，褚敬坤為新編獨立十二師師長；江西第五路軍第三軍軍長兼南昌衛戍司令王均致電長沙程潛、白崇禧報告毛澤東率部分兩路由遂川進至湘東，請派湘軍「協同兜剿」[4]:3011-3012。
- 4月11日——第一集團軍第三十三軍張克瑤部占領魚台；第二集團軍第一方面軍孫良誠部第二十一軍呂秀文部占領鄆城；國民政府軍事委員會任胡宗鐸為湖北清鄉督辦，陶鈞為會辦，胡、陶通電是日於武昌就職[4]:3013。
- 4月12日——國民政府派羅家倫為戰地政務委員會委員[4]:3014。
- 4月13日——國民政府第五十四次會議，內政部長薛篤弼提議，恢復忠孝、仁受、信義、和平及格物、致知、誠意、正心、修身、齊家、治國、平天下八目之旨，由政府頒發明令昭示國人，以端趨向，在教育方面，由大學院厘定普通人民應具有之德育編為公民常識課本，責作各學校實地訓育，決議通過；第一集團軍第九軍占領臨城；第一集團軍第一軍團第一軍占領韓莊、沙溝[4]:3014-3015。
- 4月14日——孫傳芳率部攻陷豐縣，孫傳芳以津浦正面魯軍吃緊，親率主力五萬向徐州猛攻，第三軍團賀耀組受挫，是日孫陷豐縣，其先頭部隊已向黃口進發，徐州危急，同日蔣介石在徐州獲悉豐縣失守，作出緊急處置：飛電馮玉祥調石友三部自蘭封乘車至碭山下車進攻豐縣，自臨城前線抽調第一軍令副軍長蔣鼎文率領乘火車回援在徐北茅村車站下車徒步前進，令總預備隊第三十七師及第三軍之第八師占領徐州城西九里山陣地，嚴令第二十七軍、第四十軍、獨立第三師死守待援；第一集團軍第二十六軍占領日照，張宗昌部張宗輔軍向膠州退卻[4]:3015。
- 4月15日——蔣介石抵達臨城，詢問第九軍前線戰況後，偕劉峙、顧祝同至官橋鎮第四軍視察前線防務，當晚返回徐州；第一集團軍第四軍團方振武部占領羊山集；第二集團軍第一方面軍孫良誠部占領巨野，俘敵萬餘，斃敵7,000餘名，孫部死傷千餘，孫傳芳主力李寶章全軍覆滅，餘部向嘉祥潰退[4]:3016。
- 4月16日——軍事委員會主席團任命鄒鵬振為國民革命軍第四十四軍代理軍長；第二集團軍第一方面軍孫良誠部騎兵第四師占領汶上[4]:3017。
- 4月17日——第二集團軍第五軍石友三部克復豐縣；日本內閣會議討論山東形勢，決定以魯軍撤退濟寧及北伐軍中斷膠濟鐵路為由，斷行出兵，由橫須賀派陸戰隊250名乘「春日」艦赴青島，同日海軍省公布：在該隊開到前，令第二艦隊所屬軍艦「古鷹號」泊於青島，與第二遣外艦隊之「球磨」及「對馬」協力警備，4月20日「春日」艦陸戰隊在青島登陸；馮玉祥第二集團軍以彰德方面戰事吃緊，迭電李宗仁率部北上，旋李派葉琪率隊至河南漯河接替韓復榘軍防務，韓軍星夜北調，4月16日集中彰德以南，是日拂曉向奉軍右翼猛攻，占領崔家橋，連下30餘堡，奉軍復於後方增加大部兵力，占據村寨；安國軍第五方面軍團長張作相電召第十六師李振聲率部入關作戰；北京軍政府任命王占元為陸軍檢閱使；江蘇省黨務指導委員會議決推葉楚傖赴省政府，請切實負責防止嘉定、青浦、無錫、江陰共產黨暴動[4]:3018-3019。
- 4月18日——中國國民黨中央政治會議第一三七次會議通過《省政府組織法》，特任蔡元培為中央研究院院長；國民政府外交部長黃郛致電蔣介石，請於軍事進行時，注意膠濟沿線日僑權益，免生事端，電曰：「查膠濟鐵路沿線，除青島、濟南外，尚有章邱、張店、博山、周村、濰縣、淄川、金嶺鎮、坊子八處，為中日約定自開之商埠，日僑極多。又有地名『四方』者，日人亦夥，且為膠濟工廠所在地，與青島關係尤重。膠濟鐵路對於日本尚有債務關係。至淄川、金嶺鎮、坊子三處，更有中日合辦之礦業。是等處所，於軍事進行時最易發生事件，除飭知戰地政務委員會（蔣作賓主持）、外交處蔡（公時）主任特加注意外，應請通飭前方將領，藉備參考。」；國民政府據密報獲悉：張宗昌深恐不能固守濟南，派參謀長金壽良到青島與日本密約，即以青島及膠濟鐵路權益作代價，要求日本派兵驅逐北伐軍，所有青島、濟南、龍口、煙台等地完全歸日軍負責防守，不許北伐軍駐濟南；第一集團軍第九軍第三師占領滕縣，4月19日晨蔣介石赴滕縣視察；第一集團軍第一軍團第一軍占領界河；奉軍增加大部隊向第二集團軍正面猛攻，直插韓陵山背後東澗山，炮火極烈，飛機、坦克同時並進，白刃相接，傷亡甚大，孫連仲親率手槍營赴前線督戰，奉軍猛攻數十次，均被擊退；北京軍政府因軍事失利，各城門加派兵員守衛，4月19日北京頒布全城戒嚴令[4]:3019。
- 4月19日——日本政府下令第二次出兵山東，是日日本首相田中、參謀總長鈴木覲見天皇，奏請出兵山東獲准，內閣召集臨時閣議，通過第二次出兵山東決議，旋鈴木向熊本師團頒發出兵令：加派第六師團長福田中將統率所部5,000人從門司出發，向山東進兵，另以駐天津之三個中隊由小永伍率領向濟南進兵，所需經費230萬元除責任內閣支出70萬元外，餘部160萬元追加預算於特別議會；上午4時，蔣介石赴鄒縣前線晤劉峙、顧祝同等，面授機宜，4月20日返回徐州；國民政府內政部第九次部務會議，議決通告全國人民12條要點，令各省民政廳遵辦，要點為：誓雪國恥、崇尚道德、破除迷信、購用國貨、勤修道路、多種樹木、戒除煙酒嫖賭、厲行勤苦儉樸、鍛煉健全身體、要人人識字、禁止女子纏足、注重清潔衛生；第一集團軍第一軍、第九軍占領鄒縣；第一集團軍顧祝同第九軍同孫良誠部圍攻兗州，孫良誠命所屬各部進攻濟寧；國民政府外交委員會開會討論日本出兵山東事件，到黃郛、譚延闓、蔡元培、易培基、王正廷等人，決向日本提出嚴重抗議；日軍建川少將由大連抵達北京訪日使芳澤及北京軍政府，接洽日本出兵山東事宜[4]:3020-3022。
- 4月20日——國民政府委員會第五十六次會議，通過蔡元培為國立中央研究院院長，宋子文、易培基為外交委員會委員，張群繼任上海兵工廠廠長，議決令各部院制訂施政綱領；第二次出兵山東之首批日軍到達濟南，日本陸軍省4月19日電令駐天津日軍司令新井即日出兵濟南，是日新井派遣步兵三中隊460人以小泉慕次為指揮官由天津開抵濟南，新井稱：本軍對南北兩軍將「嚴守中立」；第一集團軍第四軍團第三十四軍阮玄武部占領金鄉；第一集團軍第二軍團第九軍第三師於上午8時占領曲阜縣城；第三集團軍反攻石家莊，次日閻錫山電蔣介石報告東路晉軍自4月20日起已取攻勢，本人已離開太原親赴東路前線，率領全軍衝出娘子關，進取石家莊：山東督辦張宗昌、省長林憲祖聯名電北京國務院、外交部，報告日本借口保僑，派兵到山東，請就近向駐京日使提出抗議[4]:3022-3023。
- 4月21日——國民政府外交部就日本第二次出兵山東事向日本外交部嚴重抗議，要求「迅速所擬派赴山東之軍隊一律停止出發」，是晚該抗議書送達日本駐南京領事署；駐南京日本領事岡本一策偕海軍少將中島訪何應欽、李烈鈞，就國民政府外交部嚴重抗議日本出兵事進行解釋，釋在青島登陸之日本海軍，確係保僑，並無助逆情事；第二集團軍第一方面軍克復濟寧，4月16日孫良誠部攻濟寧，占其四門，孫傳芳在魚台聞警，乃率部分兵五路，奮力反攻，合攻孫良誠於安居鎮，旋石友三軍與賀耀組部急向濟寧前進，方振武軍也將金鄉攻克，旋與孫傳芳兩路軍相遇於嘉祥、巨野間，大敗孫軍，4月19日圍安居鎮，孫軍亦為孫良誠擊潰，席液池騎兵軍自寧陽進攻，先於4月18日占領兗州，滕縣之直魯軍聞訊亦於4月19日退走；第一集團軍第十軍楊勝治部占領嶧縣；馮玉祥以彰德被圍，情勢危急，電請第三集團軍總司令閻錫山速行大規模反攻，以解彰德之圍；日本先遺艦「球磨」、「古鷹」、「對馬」三艦駛抵青島，旋該三艦陸戰隊員660名登陸[4]:3023-3024。
- 4月22日——蔣介石、陳調元、劉峙抵達兗州，總司令部徐州行營即日移兗州辦公，何成濬、邵力子留守徐州，次日上午蔣介石至曲阜瞻仰孔廟、孔林，召見孔子七十七代孫孔德成，下午回兗州[4]:3024。
- 4月23日——國民政府委戰地政務委員蔡公時為戰地外交處主任，是日蔡分別函告駐上海各國領事，聲明國民革命軍對戰地各友邦僑民將盡力保護[4]:3025。
- 4月24日——中國國民黨中常會第一三〇次會議就日本出兵山東問題，通過《告世界民眾書》及《告日本國民書》，呼籲世界民眾給予中國以正義之援助，要求日本國民力謀謁止田中內閣之侵略政策；國民政府任命黃紹竑為國民革命軍第十五軍軍長；蔣介石命令第一集團軍第一、二、三、四各軍團及第一、四、九、三十六、三十七各軍政治部主任：「我軍到達膠濟路後，須切實保護外僑，並對日本始終忍耐，勿出惡聲。」[4]:3026
- 4月25日——日本熊本第6師團1,600餘名，由福田師團長率領，分乘三輪抵青島；日本駐青島司令福田布告，中國時局急變，戰禍將及山東，本軍警備濟南、青島以及膠濟鐵路，負責保護日僑生命財產，若有累及日僑情事，立即嚴辦，決不寬貸；第一集團軍第二軍團占萊蕪；第二集團軍第一方面軍占領東阿[4]:3026-3027。
- 4月26日——國民政府外交部照會日本外務大臣田中義一，第二次嚴重抗議日本出兵山東；日軍第6師團齋藤旅團長率領第二批日軍600餘人由青島開抵濟南；國民政府以江西省政府主席朱培德奉命提師北伐，是日批准楊賡笙代行江西省政府主席；閻錫山奉蔣介石所頒作戰計劃，以晉軍傾全力出兵石家莊，以利北伐全局，是日抵井陘督師；第三集團軍東路右翼總指揮趙承綬先鋒部隊占領贊皇，暫編第六師進攻武安[4]:3027-3028。
- 4月27日——蔣介石以國民革命軍逼近泰安，張宗昌恃泰安天險頑守，山東即將決戰，日本復又出兵濟南，是日自徐州專程抵蘭封野雞崗車站會晤馮玉祥磋商辦法；馮玉祥自新鄉致電國民政府，要求以叛國通敵罪褫奪樊鐘秀本兼各職，除申令石友三、宋哲元兩部夾擊外，請國民政府明令討伐；第二集團軍第一方面軍占領平陰；第一集團軍第三軍團賀耀組軍同孫傳芳軍在肥前以東刀山、谷山附近激戰；中國國民黨廣州政治分會開會，李濟深提議黃埔中央軍事學校改稱國民革命軍官學校，廣西軍事分校改稱國民革命軍官學校分校，均獲通過；中國公學校董會選舉胡適為校長[4]:3028-3030。
- 4月28日——國民政府再電張學良，嗣後東三省外交移交中央辦理；第一集團軍陳調元第二軍團第三十七軍占領膠濟鐵路明水鎮車站，旋在龍山附近展開激戰，次日克龍山鎮，青島、濟南聯絡被割斷，濟南動搖；馮玉祥重新部署部隊，分右翼、中央及左翼三方面反攻奉軍；宋哲元部於4月27日抵達洛陽，是日擊敗龍門樊鍾秀部三萬餘人；國民政府派陳立夫為戰地政務委員會委員；第四十六軍軍長方鼎英奉蔣介石命抵徐州，所部亦自明光一帶陸續北開到徐州，任第三預備隊；直魯聯軍褚玉璞及孫殿英率部向清豐東大屯進攻，被第二集團軍劉茂恩第八方面軍擊潰；毛澤東率井岡山紅軍經酃縣回到礱市，是日與朱德率領之南昌起義部隊會師[4]:3030-3031。
- 4月29日——蔣介石以濟南旦夕即下，是晚10時專車由徐州赴兗州，措置克復濟南時之設施；日軍第6師團長福田以膠濟鐵路明水站被蔣介石收編之魯南匪劉桂棠（劉黑七）炸毁受阻，令黑田大佐為指揮官率兵2,000，於次日開抵張店「護路」；第一集團軍第一軍團占領界首；第二集團軍彰德戰事開始反攻[4]:3031-3032。
- 4月30日——蔣介石自徐州抵達兗州，旋至行營主持總理紀念周，並作軍事及外交之講話；蔣介石令戰地政務委員會：凡張宗昌在山東所設之苛捐雜稅一律蠲除，着各縣及各機關不得收納；第一集團軍第一軍團占領泰安；第二集團軍第一方面軍孫良誠部於4月26日進至平陽，4月28日由平陰向長清挺進，是日進占長清；蔣介石派張群赴東京就日本出兵山東問題進行談判，是日張群自上海乘「上海丸」赴日；黃郛自南京赴濟南，行前電蔣介石告以對日情形；濟南日軍司令齋藤布告稱，本軍負責保護膠濟鐵路及其沿線，南北兩軍任何一方闖入其界限內者，一律解除武裝[4]:3032-3033。

### 5月
- 5月1日——第一集團軍克復濟南，下午4時止張宗昌直魯軍殘部數萬人經黃河橋逸去，濟南全城被第一集團軍完全占領；上午，蔣介石由兗州抵達泰安，旋赴蒿里山視察炮兵陣地，下午至界首視察，同日蔣電國民政府，告以本日完全克復濟南，並表示仍當督率各軍，迅速追擊殘敵，務於最短期間完成北伐；馮玉祥電國民政府，謂彰德方面，我軍連戰皆捷，斃敵三四千人，獲戰利品無數，敵紛紛北退，大名徐源泉衛隊團亦被繳械，徐逆潛逃無踪，次日又電謂：我軍於艷日（4月29日）開始向彰德攻擊，昨日（5月1日）下午4時已將其全線擊潰，敵向順德逃遁，正在追擊中；李宗仁在漢口招宴馮玉祥代表李嗚鐘、何其鞏、馬福祥，表示願竭兩湖全力，完成北伐，白崇禧總指揮並將親赴前敵，李、何對兩湖北伐極表歡迎，並表示馮可幫助給養；宋哲元部驅樊鍾秀部，克復偃師[4]:3033-3034。
- 5月2日——上午9時，蔣介石抵濟南，下午召集軍長以上軍官會議，指示地方綏靖事宜，委方振武為濟南衛戍司令，馬登瀛為濟南公安局長，同日方振武晤日軍旅團齋藤，聲明負責保護外僑生命財產，請日軍即日撤除警戒，齋藤慨然答應；國民政府外交部長黃郛抵達濟南；日本第6師團長福田彥助由青島率所部600名抵濟南，在正金銀行樓上設立司令部；第二集團軍第九方面軍總指揮鹿鐘麟致電國民政府、軍事委員會、蔣介石、閻錫山及各路總指揮，報告該軍彰德前線各部已渡過漳河，占領磁州，正向順德進攻；第三集團克復井陘[4]:3035。
- 5月3日——日軍恣意屠殺中國軍民，製造濟南慘案，上午日本武官酒井暗中指使特務在中日軍隊對峙中放槍，引起戰鬥，日兵聽到槍聲後，即沿街放槍，蔣介石聞訊立即下令城外軍隊於下午5時以離開濟南，並將此事通知日軍第6師團長福田彥助，一面請其約束部下，日軍乘機將第四十軍第七團千餘人繳械，又至外交部長黃郛辦公室開槍射擊，黃郛赴日軍司令部交涉，日軍迫令在文件上簽字，承認衝突由中國士兵挑起，黃被扣達18小時，下午郵政局、電報局被日軍占領，交通斷絕，全城輟業，在日軍炮火轟擊下，中國軍用電台被炸毁，守台兵士全部陣亡，是夜11時，日兵20餘人借口交涉署門前發現日兵屍體，強行收繳交涉署之槍械，將戰地委員會外交處主任兼山東交涉員蔡公時及署內全體職員捆綁起來，用剌刀逼迫他們跪下，蔡用日語抗議，日軍竟將蔡之耳鼻割去，繼又將蔡之舌頭、眼睛挖去，然後用機槍射擊，蔡公時、張麟書等17人慘遭殺害；濟南慘案發生後，日本陸軍參謀本部當天即決定採取派遣援軍之強硬方針，下令福田彥助：「決由內地（日本本土）盡量增兵。此際須採取斷然措施」，並決定由國內派遣一個師團及一個鐵道隊，中國東北派出一個混成旅團，朝鮮派出一個航空中隊，立即前往山東，候田中首相裁決，田中以政友會未能在議會中占多數，猶豫不決，遲至5月8日方作出正式決定；第二集團軍自大名方面全線反擊，直魯軍總退卻，是日劉鎮華部克復大名，直魯軍向德州方面潰逃[4]:3035-3036。
- 5月4日——晨，濟南市槍炮復起，彈落省長公署及總部，死傷軍民19人，英、美兩國駐濟領事出面調停衝突，至晚形勢稍和緩；凌晨，蔣介石在濟南派高級參謀熊式輝至津浦鐵路辦事處（蔣與福田定之交涉地點），同日軍代表參謀長黑田周一舉行談判，日方提出停戰條件迫熊簽字：濟南商埠街道不許中國官兵通過，膠濟與津浦鐵路不許中國運兵，中國軍隊一律退離濟南20里外，熊以事關重大，須請示總司令，遂於5時返回總司令部；下午，蔣介石電國民政府報告日軍在濟南暴行經過，5月5日國民政府召集臨時緊急會議，討論應付策略，決定取容忍政策，並電覆蔣介石謂：我方態度須特別「持重」；夜，蔣介石在濟南總司令部同第一集團軍前敵總指揮朱培德、總參謀長楊杰、高級參謀熊式輝等，部署濟案發生後之軍事，決定退出濟南，分五路大軍渡黃河繞道繼續北伐，當晚蔣介石密令城外各路大軍渡河北進；日軍第6師團長福田派高級參謀一名至北伐軍總司令部見蔣介石，稱：「昨日的事情，是部下衝突，發生了誤會」，表示以後設法調解，使事態「不再擴大」，蔣當晚表示贊同「勿使衝突擴大」，望日軍不再亂放槍炮、投擲炸彈，當晚日軍仍在城外從西關至北關一帶連續放槍打炮，投擲炸彈；黃郛就日軍製造濟南慘案事，急電日本外務大臣田中提出嚴重抗議，要求立即電令在濟南日軍先行停止槍炮轟擊之暴行，並立即撤退蹂躪公法、破壞條約之駐兵，先決問題概用正當手續解決，並聲明保留所應提出之要求；北京軍政府外交部為濟南事件向日使館提出抗議；濟南日軍電退駐德州之張宗昌，告以濟南業已發生戰事，令其派軍隊速來攻濟南，因張軍已被擊潰，一時不能集中兵力，故日軍派飛機轟炸北伐軍總司令部，轟死警衛數人，傷軍官數人，蔣介石適在司令部，未被炸中；張群抵達東京，次日會見田中首相，提出濟南事件勿憑地方之軍隊直接折衝，應移付外交交涉，未被接受，旋田中派日軍參謀部第三部部長松井石根前往濟南同中國當局談判；濟南各界組「五三慘案外交後援會」負責調查慘案真相，5月12日「五三慘案外交後援會」更名「濟南慘案外交後援會」；軍事委員會討論檢閱軍隊問題，議決推何應欽為檢閱軍隊委員會委員長，葛敬恩等20餘人為委員，分三班檢閱，先檢閱第四十六軍與第三十三軍；中國工農紅軍第四軍成立，江西寧岡礱市黨、政、軍、工、農、商、學各界召開群眾大會，慶祝朱德與毛澤東兩支部隊勝利會師，大會執行主席陳毅宣布成立中國紅軍第四軍，朱德任軍長，毛澤東任黨代表，朱德、毛澤東分別講話，兩軍會合後，王爾琢為參謀長，陳毅為軍委書記，部隊編為第十師、第十一師、第十二師三個師，第十師師長朱德（兼）、黨代表宛希先，第十一師師長毛澤東（兼），第十二師師長陳毅（兼），下轄9個團，全部兵力一萬多人，大部為湘南農軍[4]:3036-3039。
- 5月5日——上午，蔣介石偕黃郛離開濟南退駐黨家莊（距濟南約30華里），令第一軍李延年團及第四十一軍蘇宗轍之一部（計3,000人）留守濟南城內，維持秩序，並於同日函告福田彥助，盼其停止特殊行動，俾維持兩國睦誼；戰地政務委員會委員羅家倫奉蔣介石命致函英、美兩國駐濟南總領事，通告北伐軍退出濟南，僅留極少數維持治安部隊，使濟南成為不設防城市，此後一切外僑生命財產之安全如因戰事受到損害，應由日本負完全責任，北伐軍願意給以一切應有的保護；馮玉祥、蔣介石在黨家莊會商軍事，蔣決定將北伐軍事交馮主持，自己回南京主持黨政，5月6日馮由黨家莊返回鄭州；下午日軍得悉濟南中國軍隊主力已渡過黃河，派飛機10餘架轟炸，又用大炮轟擊已經渡河之軍隊，阻止南軍行動，死傷甚眾；中國國民黨中央執委會通知國民政府向日本嚴重交涉濟案，略謂：「沉冤不雪，民命何堪，國權墮落，至此已極。為特令仰迅向日本政府嚴重交涉，不屈不撓，務期達到公平解決之目的，以伸民憤，而保國權。」；中國國民黨中央執行委員會通令國民政府、中央政治會議、各省市黨務指導委員會，一周內一切集會靜默三分鐘，為蔡公時等誌哀，5月9日國民政府通令全國為濟案死者誌哀；全國各地舉行「五五」孫中山在粵就任非常大總統紀念日暨光復濟南慶祝大會[4]:3039-3040。
- 5月6日——蔣介石電飭北伐各軍保護各友邦領事及外僑生命財產，「舉凡有礙邦交之標語與宣傳，尤宜隨時取締，勿以一朝之憤而亂大謀」；閻錫山電國民政府，報告江日（5月3日）總攻情形，謂：「騎兵第三師歌日（5月5日）到高邑縣北，其餘部隊明日可斷京漢線；出攻平山各部本日連克洪子店、溫塘鎮、郭蘇集等處，即可與第二集團軍會師石家莊，直搗燕薊。」[4]:3040-3041
- 5月7日——日軍第6師團長福田彥助提出五項要求，於下午4時送交暫代濟南交涉員趙世暄轉致蔣介石（時在泰安），限12小時內答覆：「一、嚴峻懲罰有關騷擾及其暴虐行為之高級武官。二、解除在日本軍前抗爭之軍隊武裝。三、在南軍治下嚴禁一切反日之宣傳。四、南軍應撤離濟南及膠濟鐵路兩側沿線20華里外。五、為監視右項執行起見，在12小時以內，開放張辛莊兵營。」；晚8時，蔣介石在泰安車站接得福田所提五項要求條件後，即擬定六項對案，命高級參謀熊式輝、戰地政務委員羅家倫星夜㩦赴濟南與福田交涉，對案條件為：「一、對於不服從本總司令之命令，不能避免中日雙方誤會之本軍，俟調查明確後，當按律處分。但當時日本軍隊有同樣行動者，亦應按律處分。二、本革命軍治下地方，為保持中日兩國之睦誼，早有明令禁止反日的宣傳，且已實行取締。三、膠濟路兩側20華里以內各軍，已令其一律出發北伐，暫不駐兵；但軍隊運動通過膠濟路並有北方逆軍之地方，或敵軍來犯時，本軍亦復派兵往剿；至於濟南為山東都會，及其附近公物場所，本軍有維持治安之責，應駐扎相當軍隊，保持安寧秩序。四、津浦車站為交通要地，本國應派相當士兵駐防，以保衛車站，維持安寧。五、辛莊、張莊之部隊，已令其開赴前方作戰，兩莊之兵營可暫不駐兵。六、本軍前為日軍所阻留之官兵及所繳之槍械，應即速交還。」；蔣介石為表示接受日軍所提懲辦𦘟事長官之條件，以「賀耀組未遵軍令回避日軍」，下令免其第三軍團總指揮兼第四十軍軍長本兼各職，委方鼎英為第三軍團總指揮，毛炳文代第四十軍軍長；蔣介石電令張群迅速晤見田中，表示中日間一切問題都可通過外交方式和平解決；中國國民黨中央執行委員會發出《告友邦民眾書》，將日軍悍然出兵侵入中國領土、製造濟南慘案之暴行公諸於眾，籲請世界人民作公道之評判；國民政府就濟案電各省市政府，略謂中央已飭外交部嚴重交涉濟案，當此北伐成功在邇之際，益應堅定精神，嚴整步調，努力工作，俟北伐早日完成，外交亦得次第解決，各地應「恪守中央旨令，以促成之」；李石曾、胡漢民、孫科、伍朝樞、王寵惠自巴黎電黃郛，主張「對日外交無妨讓步，俾速取北京，免蹈郭松齡故軌」，並決定推王寵惠5月9日赴英，伍朝樞真日（5月11日）赴美，孫科文日（5月12日》往荷、比、德，胡漢民暫駐法，分頭行動；日本政府舉行緊急臨時閣議，首相田中及各大臣、陸軍次官、軍務局長河部、參謀本部長松井等列席，陸相白川報白川報告山東情形，一致主張「毅然措置」，5月8日日本內閣正式決定「軍事占領膠濟路」案：一、動員第三師團出兵中國，二、武力監理膠濟鐵路，令名古屋第三師團照戰時編制開赴青島，5月9日日皇批准第三次出兵中國，日本內閣亦同時向第三師團下達動員令，命令組成1.5萬人隊伍，按戰時編制開赴青島；日本南滿鐵道株式會社社長山本條太郎奉日本首相田中命秘密抵達北京晤張作霖，表示日本當局決定掩護他撤回關外，阻止北伐軍出關，張當即允諾在日本《滿蒙新五路密約》上簽字；張作霖密使莊景珂抵達日本東京會晤田中，要求日本出兵山東，5月15日莊景珂密電天津孫俶仁，敍述與日本談判內情，略謂：昨與田中晤談，田中完全同意以保僑為名，拒赤為實，「以甲寅原案（『二十一條』）作交換，以武力壓制黨方作標的」，動員十師兵力來華；《革命評論》雜誌在上海創刊，陳公博主編[4]:3041-3044。
- 5月8日——上午，熊式輝、羅家倫至濟南日軍司令部與福田談判，福田態度橫蠻，謂南軍推派代表已逾期限，並對蔣介石所擬對案各項，均云不必談，並面致書面通諜，內稱：「昨日午後4時，本司令官對貴總司令所提之五項要求條件，親交貴軍代表，雖通告內聲明限12小時以內回答，然至本日午前4時，仍未接獲貴司令之正式回答，因此本司令官認貴總司令並無解決事件之誠意，為軍事之威信計，不得不採取斷然之處置，以貫徹要求。」，熊、羅交涉遂無結果；羅家倫向留守濟南城之旅蘇宗轍和第一軍第一團團長李延年轉述蔣介石命令，內容為：令蘇、李盡衛戍之責任，不得向日軍進攻，日軍來攻時，必須死守，並予以重大打擊，未奉退卻命令，不得撤出濟南；蔣介石致國民政府主席譚延闓、外交部長黃郛電二通：其一，報告福田所提五項要求條件內容，並派熊式輝、羅家倫同福田談判，其二，日方不待我答覆，占領辛莊、張莊，並於本日凌晨4時突用大炮猛攻濟南，滅絕人道，應請鈞府立向日本政府提出嚴重抗議，並以事實宣告全世界；張群往日本首相官邸晤田中，轉達蔣介石解決濟案意見：如果日本出兵只在護僑，不影響國民革命軍北伐，則我們必將盡力完成北伐，達成統一中國之使命，至於濟案，如果經查明後其曲在我，我們亦願向日本道歉，總之，一切我們將以光明磊落的態度來了結這次的不幸事件；張群自東京致電黃郛，報告與日本首相田中談判結果：「（一）不袒奉，至北伐將成時，彼當助南統一中國。（二）根據華府會議，說明膠濟路之擔保權及濟南僑民關係，不得已出兵理由，求諒解，並不妨碍北伐進行。（三）關於目前護僑護路問題，屬於軍事者，福田現負其責，當由其辧理，此外交涉統由雙方外交當局辧理。濟南擇留優秀部隊維持治安，注重在先求相安，後談是非。（四）萬勿因此擴大風潮，益增糾紛，致使彼此處境困難，無法挽救。」，並告明晨離開東京返回上海；國民政府為「查獲共產黨印刷品甚多，希圖煽動，利用停課、罷工種種擾亂行為，破壞秩序」一事，通電曉諭全國各界遵照政府命令，恪守紀律，各安職業，對於外交事件，聽候中央處理，如有違反命令者，依照戒嚴條例處置；國民政府任命崔士杰為外交部特派山東交涉員；晨6時20分，福田師團長接到東京之命令：為保護日本僑民及維持「日本皇軍之威嚴」，現地派遣軍得自行採取獨斷之行動，7時日軍以中方對最後通諜未作答覆，向北伐軍發出總攻命令，開炮轟擊濟南，並限我城內守軍一小時內繳械離城，各城門落彈起火，延燒千餘家，內外城門守軍劉峙、方振武部各一團被迫應戰，旋因無援軍退守內城，方部據城垣抵抗，拒不繳械；日軍占領新城兵工廠，炮毁黃河鐵橋，同日上午辛莊火藥庫落彈起火，日軍岩倉旅團占領張莊、辛莊及白馬山車站，旋向黨家莊攻擊前進，沿途不斷掃射無辜居民，下午日軍迫近黨家莊，在該車站休整之第三軍第八師遭日軍襲擊，傷亡幾十人，350包米及大批軍械物資被日軍擊毁、擄去，5月9日蔣介石下令撤出黨家莊；第三集團軍占領河北高邑；第二集團軍第九方面軍自5月1日起，沿平漢鐵路兩側向北追擊奉軍張學良部，是日占領順德，奉軍向東北潰退；第三集團軍右路軍孫楚所部第六師占領河北獲鹿；第三集團軍右路軍自5月4日起，自洪子店向奉軍接連進攻，是日其第一路由放口進占平山；第二集團軍第二十八軍萬選才部、第十三軍張維璽部占領夏津，5月9日占武城，直魯軍退向德州、故城、棗強一帶[4]:3044-3046。
- 5月9日——蔣介石就濟南慘案發出避免衝突通令，飭全體軍人務須仰體中央意志，忍耐處置，所有民眾集會及游行，應絕對禁止參加，「如有故意玩視禁令者，一經察覺，定以軍法從事」；蔣介石電譚延闓、黃郛，告以改派總參議何成濬攜下列六條交涉濟案：一、第四十軍軍長賀耀組因不聽命令，未能避免衝突，業經免職，二、膠濟路沿線及濟南周圍20華里以內，我方暫不駐兵，三、本軍治下地方，為維持中日兩國睦誼起見，切實取締一切反日宣傳，四、辛莊、張莊之部隊開拔北伐，該兩處暫不駐兵，五、本軍前為貴軍所繳之槍械，請即交還，六、請日方立即停止軍事行動，以維中日兩國友誼及東亞和平；中國國民黨中央執監委員、政治會議委員、國府委員舉行聯席會議，討論日本師團長福田所提五項條件及熊式輝、羅家倫與日軍交涉情形，議決要案六項：一、令蔣、閻、馮三總司令會商軍事機宜，繼續北伐，二、令李、程、白三總指揮率湘、鄂全軍，趕速由京漢線進攻，在最短期內會師北京，三、令外交部再對日本嚴重抗議，四、由國府致電國際聯盟，聲述日本出兵山東殺害中國外交官及士兵、民眾，炮擊濟南及其附近種種情形，五、電在歐洲之重要同志將日軍暴行宣示於世界，六、依照國府5月8日通令，嚴密保持後方秩序；山東泰安各界開擁蔣完成北伐大會，到萬餘人，蔣介石出席演說，勖勉軍民團結救國，忍辱負重；蔣介石在泰安調整北伐部署，下達第十七號命令：將主力嫡系第一軍團撤至泰安、大汶河以南地區「待機行動」，以謀自衛，令第一集團軍前敵總指揮朱培德率第二、第三、第四軍團及第二集團軍第一方面軍迅速渡河，進攻德州；汪精衛自歐洲為日本在濟南暴行事件致電中國國民黨中央，略謂：國民革命為求中國之平等自由，故必為日本帝國主義所不容，望中央堅持，各同志一致結合，為國民前驅，務求達到自衛目的，並謂：「銘已糾合在歐同志，為有組織之援助與宣傳，萬希領導國民誓死奮爭，銘當與國人及諸同志共生死也。」；日軍旅團長齋藤率所部猛攻濟南西城門，與李延年部激戰，至5月10日省公署被日軍炮毁，死傷軍民甚夥，是晚蔣介石電令守城士兵「暫行讓步」，退出濟南，不留一兵一卒，李延年、鄧殷藩部由蘇宗轍率領於5月11日凌晨2時由東門突圍出城，行至城外三里路之時，被日軍伏兵用機關槍掃射，死傷數百人，未及退出者悉被屠殺；日本外務省就第三次出兵發表聲明，宣布增派第三師團赴山東，稱：「濟南事態惡化，以現有兵力而期保護僑民於萬全，不但為不可得，且連絡青島與濟南之膠濟鐵路，隨所被毁，有難期確保交通之現狀，因此以謀該方居留民之保護無有遺憾，且期確保山東鐵路之交通為目的，特增派第三師團前往山東。」；張作霖召張學良、楊宇霆到北京，討論停戰息爭事，張、楊均力主停戰息爭，謂所部士兵，均明大義，果因必而息爭，軍心只有感奮，會畢張作霖擬就停戰通電，隨即發出，當日張、楊回防布置撤兵；上午，孫傳芳抵達天津，即日致電北京軍政府國務總理潘復，略謂：「南曰討共，北曰討赤，宗旨既同，爭於何有？現在濟南事變，日人侮我太甚，本人受良心之督責，不願再事內爭。……茲已到津，前線軍事，不能負責。」，下午潘向張作霖報告，並勸張順應潮流，通電停戰；張作霖發出息戰通電，略謂：正太、彰德兩路已停止攻擊，國內政治，聽候國民公正裁決，是非曲直，付之輿論；晚張學良、楊宇霆抵達保定，軍團部由石家莊移回，京漢前線在順德、元氏，正太線在井陘東，留戢翼翹、榮臻、萬福麟軍經京漢、正太線，于學忠、富雙英及胡毓坤等部則開赴津浦線，各路均停止進攻；第三集團軍占領石家莊，第三集團軍右路軍第十二師楊效歐部於5月4日開始攻擊，5月7日下午奉軍開始退卻，是日上午9時該師占領石家莊；第三集團軍左縱隊第八師占領河北靈壽、行唐；第三集團軍占領河北阜平；第三集團軍右路軍第六師孫楚部占領河北贊皇、元氏[4]:3046-3048。
- 5月10日——蔣介石全權代表何成濬，幾經跋涉，是日始抵濟南，旋與日本領事吉田、師團長福田談判，何向福田說明日軍所提五個條件都已兌現，請求停止攻城，日方提出須於日軍面前，將曾抵抗日軍之方、賀、陳三軍團全體解除武裝，並將肇事軍官處以嚴刑，何以條件苛刻，談判卒無結果，返兗州覆命；譚延闓以國民政府主席名義致電國際聯盟秘書長德魯蒙爵士，要求召開理事會公斷濟案，5月12日德魯蒙覆電南京，謂南京政府未經國際聯盟承認，難以受理濟案，5月13日南京政府派王寵惠赴英，李石曾赴法，伍朝樞赴美，報告濟案詳情，請求國際聯盟公斷；譚延闓、張靜江、吳敬恆於5月9日晚離開南京北上，是日抵兗州，與蔣介石晤商濟南慘案，王正廷、蔣作賓等列席，商定以完成北伐為前提，濟南事件仍用外交方法解決；蔣介石據黃郛電告張群在日本與田中會晤經過後，是日電覆黃郛，略謂：「彼言不妨礙我軍北伐，如其能不妨礙我津浦交通，予以自由運輸，則對於反日運動，中正可以極嚴厲手段阻止之。如此則向來關係依然繼續，且益加厚。中正為增進睦誼計，亦可以向日軍道歉表示真誠」，囑黃代向矢田總領事或電殷汝耕轉達日方，旋又追發一電，囑黃「最好以兄之名義電告……不必用弟名義」；黃郛電蔣介石報告上海日本總領事矢田來訪，面示日本外務部訓令，內稱：一、第三師團出動專為護路、護僑，決無膺懲之意，二、濟案除軍事由福田負責，其餘當由外交辦理，三、希望不擴大，仍繼續北伐；何成濬自濟南電告國民政府：福田堅持必須在日軍撤退之前，將曾抵抗日軍之方振武、賀耀組、陳調元三軍團全體解除武裝，並將肇事軍官處以嚴刑，如不照條件承認，此後即不再接受我方代表；日軍繼續圍攻濟南，重炮轟城，竟日不絕，留城傷員及無辜居民被殘害者六七百人，逃出城市之難民搶食日軍丟下之含毒麵包，致死者數百人；日本大批驅逐艦抵達上海，旋駛往大治、漢口，「警戒」長江沿線，是日至5月17日從佐世保調遣「柿號」、「梅號」等驅逐艦六艘留駐上海，輕巡洋艦三艘抵達南京；第三集團軍右路軍第八師自石家莊進占曲陽，次日向唐縣、完縣、滿城之線追擊前進，並進占唐縣；孫傳芳、褚玉璞由德州到北京，與張作霖商時局問題，決將津浦線奉直各軍撤退至滄州[4]:3048-3050。
- 5月11日——日軍占領濟南城，大批日軍舉行入城儀式，升掛日本旗，旋以搜索南軍為名，肆行屠殺，傷病員300餘人慘遭犧牲，日軍姦淫擄掠，無所不至，住戶稍加抵抗，即遭槍殺，據事後調查，此次濟南事變，死傷軍民約1.1萬人，同日齋藤發布「安民布告」，規定監視郵政、電報、電話等五項措施；日軍500餘人，由青島開抵博山，張店、周村各駐日軍一營，濰縣及膠濟鐵路各站亦由日兵駐扎；閻錫山委第四軍軍長傅存懷為察哈爾區挺進騎兵指揮官，騎兵第六師、騎兵第一旅、炮兵第一團歸其指揮，騎兵第二、第七兩師仍由李培基率領，改向綏遠前進；第一集團軍第二軍團第十七軍以第五十三師、第五十四師向沂河東、西攻擊，於是日攻占臨沂，張宗昌第二方面軍團第四軍軍長方永昌及其參謀長受傷，副官長斃命，5月13日第十七軍攻占莒縣，方永昌率殘部向青島方向潰逃；劉湘授意所部師長王纘緒通電，勸楊森下野[4]:3050。
- 5月12日——中國國民黨中央委員、國民政府委員舉行聯席會議，譚延闓主席，討論應付張作霖息戰通電，因奉張通電並無誠意，決定置之不理，惟對誠意來之奉軍將領，當允其自新，通過為濟案致美國總統柯立芝電文，任命谷正倫為首都衛戍司令，並決定明令優恤蔡公時；蔣介石致電譚延闓，告以何成濬同福田談判情形：福田堅持將方、賀、陳三軍團全體解除武裝，嚴懲肇事軍官，否則將不接受我方所派之代表，「似此橫蠻態度，請即電示，以便遵循」，並望黃郛將福田條件及何、福談判情形速交美國領事，請從中調停；郭汝棟、范紹增、吳行先、廖澤等人通電討楊（森），旋即率部向萬縣進攻，倒楊戰爭爆發；國民政府主席譚延闓致電美國總統柯立芝，陳述日軍在山東之暴行，請其對日本出兵演成之嚴重局勢表示態度；中國國民黨中執委員王法勤、王樂平、潘雲超聯名致函中央常務委員會，提出對於山東事件之意見：一、「我黨應首先要求日本撤回山東駐兵，在日本未撤回駐兵以前，不應在此種侮辱與壓迫之下，與之開任何之談判」，二、此次對日「外交談判，絕對公開，談判經過，隨時宣布，反對秘密談判」，三、「恢復民眾運動，責成各地黨務指導員積極提倡並擴大人民組織，使人民努力於本黨之主張，使本黨完成革命之使命，不但外交容易着手，且必如此，共產黨方能肅清」；日軍炸毁濟南城郊無影山彈藥庫，20餘間藥庫付之一炬[4]:3050-3051。
- 5月13日——張作霖在北京與日本滿鐵株式會社社長山本條太郎簽訂延（吉）海（林）、洮（南）索（倫）線築路承包合約，該兩項合約規定，簽字後三個月即着手開工；王正廷奉蔣介石命專辦濟南外交，是日由南京抵達上海晤黃郛，接洽濟南事件交涉事宜；張群抵達上海，次日就福田向何成濬所提濟案之要求條件，電日本首相田中：「查福田師團長此等態度，與首相及諸公對群之表示，大相徑庭，不知何故？群意擬請松井先生遵照首相意旨，克日首途，一面電達福田師團長靜候和平解決。」；汪精衛為濟南慘案自歐洲再電中國國民黨中央當部，謂此次挫辱，甚於「二十一條」，訴之外交，僅能使人知是非所在，若欲雪耻圖存，惟持國民團結自救，切望中央督飭諸軍，迅復京津，底定遼瀋；蔣介石電令閻錫山督飭所部努力前進，速占北京，閻接電後當即於5月17日電令商震設法突破當面之敵，以贏得有利之戰局，旋即以小部隊追擊，以大部隊集中火力，務使攻勢地區絕對形成優勢，5月18日閻再電商震指示作戰機宜，商即轉飭左、右兩路軍遵照；晨，第二集團軍第一方面軍騎兵席液池軍進占德州，張宗昌、褚玉璞、孫傳芳等直魯軍分三路向滄州潰退，同日褚玉璞殘部一萬餘人在滄州設防，張宗昌率所部五萬餘人由滄州退至馬廠；第三集團軍自5月4日起向奉軍發動總攻，激戰七畫夜，將奉軍全線擊潰，是日東、中兩路乘勝占領正定，北路追過懷仁，先鋒行抵大同，共計俘虜奉軍官兵1.4萬餘人；第一集團軍第四軍團第三十四軍驅逐平原附近張宗昌第二方面軍團第十軍吳奠卿、第三十軍毛思義部後，乘勝占領平原[4]:3051-3052。
- 5月14日——蔣介石移節徐州，同日據蔣介石電譚延闓之提議，國民政府特任李宗仁為國民革命軍第四集團軍總司令；國民政府以浙江省政府主席何應欽職務甚繁，不能常川駐省，明令批准蔣伯誠以省政府委員代理省政府主席，同日任命谷正倫為首都衛戍司令；日本內閣正式通過陸、海、外三部聯合提案，決定向中國提出蔣介石正式謝罪、嚴懲賀耀組、賠償日本軍民所受損失等5項條件，同日日本陸軍參謀總長鈴木電告福田，若南軍承認5項要求，則可通過濟南[4]:3052-3053。
- 5月15日——北京軍政府交通部次長、署理部務趙鎮和日本山本條太郎在北京簽訂吉敦老線（敦化至老頭溝）、老圖線（老頭溝至圖們江）和長大線（長春至大連）築路合約，該兩項合約規定，簽字後三個月即着手動開工；北京軍政府准於新疆省咯什噶爾道莎車縣回城地方增設葉爾羌縣；美國眾議院為中日在山東爭端提出重要議案，循解決寧案已承認國民政府為一法律的實體之理由，通過濟案「應由合眾國國務卿與駐華盛頓中國公使及駐華盛頓日本大使，並與中國國民政府接洽，提供合眾國之調停，以期中、日兩國之困難可得一種和平解決」；第三集團軍左路軍第六軍豐玉璽部克復完縣[4]:3053。
- 5月16日——中國國民黨中央政治會議第一四〇次會議，議決任魯滌平為政治會議武漢分會委員，特任李品仙、葉琪、周斕、陶鈞、魏益三、廖磊、李燊、劉興、何鍵為軍事委員會委員，任命孫良誠為山東省政府委員兼主席；閻錫山、馮玉祥聯名通電服從中央，追隨蔣介石繼續北伐，徹底消滅奉魯餘孽，永絕後患，5月25日海軍司令楊樹莊、第四集團軍總司令李宗仁致電中國國民黨中央黨部及國民政府、軍事委員會各司令響應閻、馮通電；蔣作賓向國民政府呈報蔡公時暨隨員在濟被難情形，並附呈名單一紙，計有：主任蔡公時，參議張鴻漸，第二科科長譚顯章，科員周惠和、姚成仁、張麟書、袁家達、熊道存、姚成義，書記劉文鼎，勤務員王立泰、張德福、陳普遠、黃繼曾、陳端成、傅寶山，另有伙夫一人姓名待查，共殉難職員10員，勤務兵7名；日本田中內閣秘密決定：若張作霖退出關外而國民革命軍追擊時，日本軍準備對雙方軍隊採取解除武裝的行動，但若只是張作霖退出關外，可不解除武裝；日本政府閣議，以「華北動亂危及滿蒙之特殊利益」，決定第四次出兵中國，命令陸軍當局第三師團一個聯隊，野炮兵一個大隊，飛行隊一個中隊由門司開往天津，5月17日日皇正式批准；日本駐北京武官建川少將抵達保定訪晤張學良、楊宇霆，稱若戰爭波及滿洲，則日本由擁護特權利益出發，勢不得不採取斷然之處置；張作霖特使趙欣伯秘密抵達日本，是日趙在門司發表談話，稱：「濟案係南軍匪徒所為，貴國出兵山東，事出不得已……北軍軍心解體，張宗昌既不能戰，孫傳芳亦不可靠，中國若沒有日本的幫助，是無事可為的。」；譚延闓電促李宗仁速就第四集團軍總司令職，如因職務不能督師，可請白崇禧總指揮暫代；楊森放棄萬縣，移兵開江、開梁之間，郭汝棟命廖澤、范紹增、吳行光分別自涪陵、長壽、分水嶺等地向開江進攻[4]:3054-3055。
- 5月17日——深夜，駐華日本公使芳澤往晤張作霖，面遞日本政府覺書，稱中國戰爭將波及北京、天津，若滿洲治安受到影響，日本為維護在滿洲治安起見，勢不得不採取斷然之處置，芳澤並以「個人名義」勸張收兵退回滿洲，以保京、津勿受戰亂，張表示拒絕，謂：「若非本人坐鎮北京，恐北京亦淪為赤化，今南軍尾隨追擊，本人不得不採取自衛行動。日本與南軍唱同調，欲迫本人放棄己策，殊不合理。」；第二集團軍第一方面軍席液池騎兵軍占領東光、南皮，直逼滄州；張宗昌在天津山東督辦臨時公署接見大阪《每日新聞》報駐天津通訊員，稱歡迎日本出兵華北，阻止南軍占領天津、北京，表示反對張作霖息爭通電，決心拼命再打，把南軍趕到黃河以南；第六路軍總指揮劉湘所部郭汝棟攻占萬縣，楊森向奉節、開縣敗退，5月22日國民政府以楊森「擁兵禍川，違抗命令」，電令劉湘及川中各將領協同「進剿楊森，奠定川局」[4]:3055-3056。
- 5月18日——蔣介石連致黃郛兩電：其一，「請代覆福田：濟南交涉，已奉國民政府命令，移歸外交部交涉。並請外交部照會日政府，此案准政府辦理，不在軍前交涉」，其二，「松井（日軍參本部長，中將）不啟程，飛機及斥候騷擾不已，彼方竟無誠意，請注意，弟已認為絕望也」；駐上海日本領事矢田以致北京軍政府同樣之覺書面交黃郛，並將該國對此覺書之說明書出示黃郛，並將該國對此覺書之說明書出示黃郛，內容四點：「（一）南北和平談判有可能否？（二）如不能則對奉取兩種方法：①不戰而退，准出關，但不許南（軍）追；②戰敗而退，則須先繳械始出關，然仍不准南（軍）追。（三）張（作霖）出，不准再進。總之，日欲保持其在東省特殊利益，無論張敗或勝，南軍不許出關，張如欲出關，則應立即保持其實力而出，不然留關內作死鬥。」；黨家莊、興龍莊、八里霍等處日軍撤防，是日濟南2,000餘日軍開赴天津；第二集團軍第一方軍席液池騎兵軍占阜城，劉鎮華軍占武邑、武強，5月19日劉鎮華軍占獻縣；第三集團軍左路軍蔭梧軍第十四師自平型關向渾源追擊，第七師與第十五師協同進攻，是日奉軍第十三軍及第九軍一部自渾源向下花園、天豐鎮方向退卻，第三集團軍占領渾源；馮玉祥部宋哲元軍主力於5月8日由河南西部班師回陝西，5月10日在潼關擊敗李雲龍部陝軍，是日又擊潰李雲龍圍攻西安之部隊[4]:3056-3057。
- 5月19日——蔣介石由徐州抵達鄭州，與馮玉祥會商進兵北京、天津策略，決定一、二集團擔任津浦線，第三集團擔任京綏線，第四集團擔任京漢，分兵三路向京、津進兵，限京漢、津浦兩路之第一、第二集團軍，於本月25日前，在慶雲、南皮、交河、武強、晉縣、正定之線，將主力集結進攻，分別由朱培德、鹿鐘麟主持；白崇禧離開漢口赴新鄉晤馮玉祥，接洽第四集團軍北伐聯絡作戰方略，5月22日轉赴石家莊晤閻錫山，經與馮、閻商定，第四集團軍路線沿京漢線北上，集中石家莊，與二、三兩集團軍取聯絡戰線前進，完成北伐；美國國務卿凱洛格在新聞會議上日本對華覺書發表聲明：美國認為滿洲為中國之領土，不承認日本於滿洲有特殊勢力範圍之要求；日軍第7師團、第12師團5個中隊在溏沽登陸，5月24日2個中隊幾百名日軍抵達天津；第三集團軍騎兵第七師於5月18日向綏遠前進，於清水河探得汲金純部已退，是日該師抵達綏遠，騎兵第二師亦同時到達，完全占領綏遠，同日傅存懷總指揮亦揮軍進占大同[4]:3057-3058。
- 5月20日——黃郛自上海返回南京，召開外交委員會，討論濟案及應付日本覺書問題，同日與譚延闓、張靜江、李烈鈞、于右任、蔡元培、何應欽聯名將應付方針電告蔣介石：「（一）前方臨時協定，既經多次接洽，日方堅持不允免除，惟有由前方速派代表前往辦理，以便結束；（二）道歉，以我方雖曾有令保護僑民，仍不能𪉞免衝突引以為歉辭。至向何人及何種方式道歉，已電亦農（殷汝耕）非正式探詢；（三）覺書，因含有確定日本在滿特殊地位之關係，擬以簡單答之，大意連年用兵為求統一，東省日僑自當保護，同時以口頭告以若張（作霖）能下野，退出北京，自無用兵必要。」；陳立夫電蔣介石，報告日使芳澤與張作霖晤談情形，略謂：「昨得京電，芳澤訪張談八小時，無結果。談判大意：（一）張下野；（二）京津交（楊）宇霆、（張）學良；（三）敗卒不准退關外。」；東京日本參謀本部以張作霖拒絕芳澤5月17日之警告，為阻止奉軍及北伐軍進入東北，是日對關東軍下秘密動員令：一、駐屯滿洲各地部隊，立向奉天移動，二、由濟南撤至大連之外山旅團，改赴奉天，三、駐滿日軍主力，集中奉天，四、派出勁旅向錦州、義州、山海關、朝陽鎮擔任奉軍警戒，五、維持新民屯與新家屯之治安；濟南日軍派遣軍發出布告稱，於駐屯日軍之濟南周圍20華里以內，不問南北兩軍，不准擅入，若有未得日軍允許而侵入者，當立解除其武裝；中共湘贛邊區第一次代表大會在茅坪召開，毛澤東在會上作報告，總結井岡山根據地半年來的鬥爭經驗，提出加強黨的領導，深入土地革命，鞏固和擴大革命根據地的任務，會議選舉特委委員23人，成立以毛澤東為書記之湘贛邊界特委；楊森部李鐘鳴與范紹增旅在開江附近接戰，李部不支向開縣退卻，郭汝棟、范紹增、吳行光率部進占開江，5月23日楊森部兵分三路向開江猛攻，雙方激戰[4]:3058-3059。
- 5月21日——國民政府明令組織山東省政府，任命孫良誠等為山東省政府委員，指定孫良誠為省主席；國民政府據安徽省政府電呈，省政府主席陳調元奉命率師北伐，不能常駐安徽，請以省政府委員孫棨代理主席，是日指令照准；蔣介石在鄭州會晤白崇禧，決定中央對兩湖軍隊餉，按各軍一律支配，不加歧視，兩湖軍俟白馬與馮商定路線後，即實行渡河作戰，仍由白指揮；蔣作賓由泰安電中國國民黨中央黨部、中央政治會議、國民政府各部院，報告日軍福田師團已撤出，另換名古屋第三師團，暫以齋藤為警備司令，濟南治安共推何宗蓮維持；外交部長黃郛以蔣介石來電請專任外交委員會會長，改以王正廷任外長，遂自南京赴上海，並電請國民政府懇辭本兼各職，5月29日國民政府明令所有外交部部務着由次長唐悅良暫行代理；日軍三宅師團5,000名到天津，第3師團司令部設天津；第三集團軍發動方順橋會戰，方順橋位於保定西南40里之平漢線上，係保定門戶，5月28日第三集團軍發起總攻，次日奉軍動搖，放棄方順橋，退守琉璃河，第三集團軍旋即向保定追擊[4]:3059-3060。
- 5月22日——白崇禧由漢口抵達石家莊，次日謁見閻錫山，允明日回漢口調第四集團軍3萬人來石，加入保定方面助戰；第三集團軍左路軍張蔭梧軍第十四師占領淶源；蔣介石電賴心輝轉告劉文輝、劉存厚、鄧錫侯、田頌堯各軍，請協同劉湘堵擊楊森[4]:3061。
- 5月23日——國民政府通令全國，6月3日一律下半旗為五三慘案死者誌哀；北京軍政府駐日本公使汪榮寶電北京外交部，說明日本5月17日覺書目的，在確定滿洲「為其保護領土」，請予根本否認，並應約束軍隊，嚴守紀律，勿予口實；日本使館武官建川美次和華北駐軍參謀浦江澄到奉軍前線訪晤張學良、楊宇霆，請張、楊二人出名勸告張作霖出關[4]:3061-3062。
- 5月24日——軍事委員會通令各軍，政府為避免北伐障礙，濟案決用外交解決，各軍隊應切實保護外人生命財產，不遵約束者以反革命論罪；晉軍騎兵第七師占領豐鎮；賴心輝部范子英離墊江出兵增援倒楊軍，駐防廣安、鄰水之第二十八軍第二十三師師長羅澤洲乘墊江空虛偷襲墊江、大竹、長壽，截斷賴心輝部後路，郭汝棟、范紹棟、吳行光各部聞訊紛向涪陵撤退，以確保後方安全，楊森部占領梁山，是役雙方傷亡8,000餘人[4]:3062。
- 5月25日——奉軍對晉軍下總攻擊令，調孫傳芳部由河北任丘、高陽攻擊第三集團軍右側背，調京津總預備隊攻擊左側背，所增兵力在10師以上，圖在京漢線擊破第三集團軍；第三集團軍挺進軍總司令傅存懷部占領張家口，騎兵占宣化，5月28日國民政府致電閻錫山嘉勉；北京軍政府外交部就日本5月17日覺書覆照日使芳澤，聲明東三省及京、津均中國領土，表示日「所稱以動亂行動將及於京、津，影響東三省地方，不得不採取適當有效之措置一節，本政府斷難承認」，同日北京軍政府發表對外宣言，重申上述照會立場；日軍第3師團長安滿欽一在青島發表宣言，稱：中國南北兩軍不得在青島、煙台、龍口、大沽、秦皇島領海各20里內交戰，南北兩軍應退出青島及膠濟鐵路兩側20華里以外之地區，前項地區內不得有排日宣傳及有關之一切舉動[4]:3063。
- 5月26日——中國國民黨中央政治會議通過覆日本覺書牒文，並推譚延闓、張靜江、陳果夫赴徐州與蔣介石晤商，如無異議，再行發出，次日譚延闓抵達徐州晤見蔣介石；第四集團軍總部正式成立，總部設漢口，參謀長張華輔，參謀處長林賜熙，秘書長謝遠涵，於5月25日正式委任，二、三路總部、軍委會長江上游辦事處均奉令撤銷，是日第四集團軍前敵總指揮白崇禧返漢口就職；第四集團軍葉琪第十二軍門炳岳師全部抵達石家莊，加入京漢線正面作戰，第十二軍周維寅師亦抵石家莊，5月28日廖磊第三十六軍掃數開正定；馮玉祥令鄭大章騎兵一軍迅由安國經肅寧、任丘、雄縣向定興挺進，相機截斷京漢交通，席液池騎兵第二軍速由獻縣、河間、任丘、文安向靜海挺進，相機截斷津浦路；第二集團軍北路總司令鹿鐘麟由順德抵達石家莊，當晚謁見閻錫山會商聯合作戰計劃；第三集團軍傅存懷部騎兵第六師經宣化進占下花園，騎兵第一旅驅逐張北之奉軍第三十一軍鄭澤生部，並占領該城[4]:3063-3064。
- 5月27日——第三集團軍占領河北滿城，第三集團軍為應付奉軍5月25日開始之總攻擊，急調攻紫荊關之部隊向滿城出動，攻擊奉軍之右後方，又調石家莊總預備部隊攻擊奉軍左後方，奉軍第十軍王樹常部幾全軍覆沒，保定奉軍三面被圍[4]:3064。
- 5月28日——國民政府任命于右任、周詒柯、李菱、翁敬棠、薛篤弼、王世杰、陳和銑為法官懲戒委員會委員，以于右任為委員長；國民政府持派白崇禧為國民革命軍第四集團軍前敵總指揮；國民政府明令裁撤湘鄂政務委員會；國民政府任命魯滌平等為湖南省政府委員，指定魯滌平為主席；國民政府以山東省政府主席孫良誠督師前方，令該省政府委員石敬亭暫行代理；國民政府任命陳誠為國民革命軍總司令部警衛司令；國民革命軍各集團軍開始全線總攻擊，同日第一集團軍前敵總指揮朱培德下達命令：「本集團軍與第二、第三集團軍依會攻津、保之目的，於五月二十九日開始運動，向滄州東西之敵攻擊前進。」；第二集團軍韓復榘進占安國，旋即與萬福麟在董莊一帶激戰，肉搏數次，萬部旅長失踪，參謀長受重傷，士氣大挫，紛向北潰退，5月29日韓部占領博野[4]:3065。
- 5月29日——國民政府以節略答覆日本覺書，指出覺書中所稱「為維持東三省治安起見，或將不得已採取適當而有效之措置」等語，此等措置，易涉中國之內政，且與國際法上列國相互尊重領土主權之原則顯相違背，國民政府萬難承認，並希望日本政府為兩國永久親善計，避免一切妨礙友好關係發生之行動，此節略由上海交涉員交付日領矢田，並作口頭聲明：「將來我國民革命軍勿論進展至何處，自有妥善方法可以解決各國僑民之生命財產……深望貴國政府萬不可有侵犯我國主權之舉動，以維兩國固有之邦交。我國此次用兵，為謀統一，奉軍苟能及時覺悟，則軍事行動自可適可而止也。」；蔣介石為軍事進展及避免外交糾紛，是日抵達柳衛同馮玉祥會談，旋即分別電令各集團軍「於擊破當面之敵，進抵靜海、勝芳、永清、固安、長辛店之線後，停止待命」；中國國民黨中央黨部召集各團體代表談話，希望體諒中央意思，慎重對日，談話會由蔡元培主席，中宣部長葉楚傖、內政部長薛篤弼、南京市黨務指導委員張厲生暨各團體表20餘人出席，薛篤弼稱：張作霖派莊景珂等要求日本出兵10萬，冀延長其生命，民眾此時應集中視線，對付家賊，所有進行口號標語等反日舉動，立即停止；國民政府特派賴心輝為國民革命軍第六路軍前敵總指揮；日軍第二十九旅團長中島率部侵占濰縣，5月31日膠州守軍方永昌、顧震撤退，日軍進駐膠州；第二集團軍第二十八軍萬選才部驅逐滹沱南岸之安國軍後，乘勝占領饒陽，旋向肅寧縣攻擊[4]:3066。
- 5月30日——國民政府明令戰地政務委員會迅免山東省一切苛細捐稅；張作霖於夜間在北京軍政府召開最高緊急會議，張學良、楊宇霆、張作相、孫傳芳、于國瀚、潘復、何豐林等軍政府最高官員出席，會上張作霖容納各將領之勸告，決定以大元帥名義下總退卻令，京漢線奉軍全部先行退琉璃河、長辛店之線，主力部隊撤離北京、天津，向灤河之線總退卻；閻錫山代表南桂馨與馮玉祥代表張之江在天津私宅討論奉軍退出關外後北京、天津治安維持辦法，決在天津組治安維持委員會，極力避免與外國發生誤會；白崇禧在漢口對記者談稱，第四集團軍出發京漢加入北伐之部隊，係由第二、第三、第四路軍及舊四集團軍抽調，總數在六軍以上，將於數日內啟程北上督師；第二集團軍韓復榘部進占蠡縣，同日韓部進擊高陽奉軍戢翼翹部，血戰一畫夜，於次日完全占領高陽；日使芳澤召集使館官員緊急會議，建川少將列席，討論奉軍戰況急轉直下之時局，僉謂目下南北妥協動運頻行，蔣介石、閻錫山等非正式表示，若奉軍和平轉權，退出北京、天津地方，則不事追擊，奉軍張學良、楊宇霆等咸主順應大勢，預測政權當通過和平方式授受，決定注視戰局之推移，臨機決定，不必以奉張出京作為日橋被難之張本[4]:3067。
- 5月31日——蔣介石以奉軍全線崩潰，是日在石家莊向各軍發布追擊令；第三集團軍占領保定，被繳械之奉軍在三師以上，第三集團軍損失兵力亦不下三個師，同日第三集團軍占領易縣；日本顧問松井少將晤張作霖，張表示整旅回奉意，松井表示日方已允許取消解除返回東三省之奉軍武裝之前言，京中治安由鮑毓麟旅維持；張作霖招王士珍入府，以出關辦法徵詢意見，王贊成張收束軍事，並主張組織顧維鈞內閣過渡；日本首相田中義一以本月20日下達之秘密動員令遭到美國反對，是日下令取消出兵錦州、榆關、新民屯之計劃；日本軍部接獲張作霖決意退出關外之報告，是日上午在陸軍省及參謀本部討論對策，決定北京、天津之警備，與各國共同擔任，日僑保護若不發生意外之事，現有兵力足敷應付，滿洲方面，已取應急之措施，關東軍司令部及主力則集中於奉天，須觀張作霖離開北京之狀況如何，然後再將應付方策訓令在華公使及軍司令官；第四集團軍第三十六軍軍長廖磊率部離開漢口北上，加入北伐；郭汝棟部因楊森回駐萬縣，率部移駐長壽，並向劉湘請援，6月1日郭汝棟在墊江召集所部，會議對付楊森辦法[4]:3067-3068。

### 6月
- 6月1日——下午，張作霖在懷仁堂舉行告別茶話會招待各國公使，即席聲明撤離北京，表示「只是大元帥府由北京遷往奉天，不管怎麼樣，我姓張的不會賣國，也不怕死」，並說明本人離開北京後，北京秩序請王士珍負責維持，奉軍雖撤防，仍將盡力維持北京治安，各國公使要求留鮑毓麟旅維持北京治安，張表示同意；蔣介石在石家莊與閻錫山會商北京、天津善後事宜，除商定進攻北京之具體軍事計劃外，並決定外交尤應格外謹慎；張作霖命許蘭洲將「安國軍大元帥」印、旗，國務院印信及外交部重要檔案全部運往奉天；京漢鐵路第三集團軍徐永昌部攻占高碑店，同日京綏鐵路商震等部猛攻南口，張作相率部抵抗；于學忠及孫傳芳部進攻河北獻縣臧家橋，同第二集團軍第一方面軍第二十一軍呂秀文部及騎兵軍激戰兩畫夜，于、孫部終未能得逞，呂部於5月31日晚全線猛攻，是晨占領河間，分向任丘、大城追擊；第一集團軍前敵總指揮朱培德在臨清電令該集團軍各軍團擊破當面之敵後，向惠豐橋、靜海、滕芳鎮、信安鎮追擊前進，第四十軍至滄州停止待命；山東省政府成立，同日戰地政務委員會電國民政府，說明已解除對山東省之政務關係，即移北京、天津前線辦公；《前進》半月刊在上海創刊，顧孟餘主編；魯滌平、何鍵急電廣州李濟深，謂朱德、毛澤東、袁文才等部以江西寧岡為根據地，分別在茶陵、酃縣各地滋擾，刻正與南昌王鈞部會剿，望駐粵邊軍隊嚴密防堵，以免竄逃[4]:3068-3070。
- 6月2日——張作霖通電宣布退出北京，政務交國務院攝理，軍事歸軍團長負責，此後政治問題，仍聽國民裁決，「所冀中華國祚，不自我而斬；共黨赤化，不自我而興」；駐華日本公使芳澤訪晤張作霖，稱：日本將以絕大之助力迫退南軍，俾得劃江而守，中分天下，並提出求償之條件：一、吉會路接軌，二、葫蘆島築港停止，三、大通路改線，張嚴詞拒絕，並謂：「此我家事，於貴方何與？吾寧受南軍之繳械，不願借貴方之助，以保此小朝廷。」；蔣介石自石家莊乘專車抵達柳衛再晤馮玉祥，徵詢馮對於光復北京、天津後軍事善後及政治主持人物之意見，馮推閻錫山主持一切，並主由閻任北京衛戍總司令，蔣表贊同；國民政府代表孔繁霨在北京同張學良、楊宇霆接洽張作霖退出關外事，是日接譚延闓東（6月1日）電，謂國府議決，贊成張意，請將奉軍移駐灤、榆間，由其將領自行整頓，並決公推閻錫山入京接收，孔即以此電轉交張、楊；第二集團軍第一方面軍騎兵第二軍席液池部占領任丘；國民政府電令鄧錫侯、田頌堯嚴束所部，不得擅動；北京軍政府開末次國務會議，潘復表示退讓賢能，即日出京，院中事務交許寶蘅暫時負責保管，閣員大多數亦與潘同退，嗣議決例案二件[4]:3070-3071。
- 6月3日——張作霖出京歸奉，凌晨1時15分張乘專車離開北京，潘復、劉哲、張景惠、王蔭泰、莫德惠、楊毓珣、何豐林、陳興亞、于國瀚、閻澤溥及張之六夫人，三子張學曾等30餘人，日本顧問儀我誠也（日语：儀我誠也）、町野武馬同行，至此統治民國歷16年之北洋軍閥政府遂告覆滅；蔣介石由石家莊返抵南京，馬福祥、邵力子、何成濬等同行；北京軍政府國務總理潘復電告各部院，謂：「本總理因公隨大元帥赴瀋陽，並奉諭應即暫在瀋陽組織行署，一俟規（粗）定，再行電知。現下京中各院部公務，仍由負責長官妥為維持，其有應發命令事件，應隨時呈明大元帥蓋印電京發表。現在閣員多數隨節赴瀋，國務會議着即停止。」；孫傳芳、楊宇霆與張作霖同車離開北京，經天津赴灤州，指揮安國軍各部撤退，張作相第五方面軍團湯玉麟部撤往熱河，其餘向山海關、錦州撤退，孫傳芳第一方面軍向團除鄭俊彥部經北伐軍收編外，僅有兩個師，隨同張學良、楊宇霆之第三、第四方面軍團，向灤河以東撤退，張宗昌、褚玉璞之第二、第七方面軍團，集結天津附近，其動向猶豫未定；孫傳芳部主力棄守霸縣退向天津，是日下午天津各國軍隊在租界及華界之境界各道路布防，租界當局下令總動員，開始特別警戒；孫傳芳在天津通電辭安國軍副司令兼第一方面軍團長職，退出天津，軍事由國民公決，孫部李寶章及于學忠等五軍長亦通電休戰；第一集團軍克復滄州；中國全國商會聯合會、上海總商會、中國銀行公會、中國新聞記者聯合會、中國報界聯合會駐日內瓦代表夏奇峰向國際聯盟提出《關於濟南日兵暴行抗議書》，駁斥日本於5月28日致國聯聲明書稱「日軍決不無故殺戮毫無抵抗之華人……其中是否有蔡公時其人，則不得而知」[4]:3071-3072。
- 6月4日——張作霖在皇姑屯車站遇炸，凌晨5時23分張專車行至瀋陽城郊皇姑屯車站南滿與京奉路交叉處之鐵橋下，被日本關東軍高級參謀河本大作大佐指揮日本工兵第二十二聯隊預埋之炸藥（120公斤、分裝30麻袋內），用電流控制引爆爆炸，張作霖受重傷，抬回瀋陽大元帥府後於上午10時身亡，吳俊陞（在山海關迎張隨同返奉天）當場斃命，此乃民國史上震驚中外之「皇姑屯事件」；蔣介石據報張作霖已出京，電馮玉祥、閻錫山着編第二集團軍為右翼軍，第三、四集團軍編為左翼軍，分別率領速向灤河與熱河前進；張學良、楊宇霆與國民政府代表孔繁霨在北京舉行和平談判，張、楊欲以和平方式請第三集團軍入城，然後安國軍退走，並保留津東永、遵10縣為張宗昌、 褚玉璞、孫傳芳屯兵區域，孔提出三條件：一、東三省須懸青天白日旗，二、褚、孫、張須受改編，三、服從國民政府命令，談判破裂，張學良決定不讓出北京；張學良在北京聞張作霖在皇姑屯被炸，接到奉天督署「立即返奉」之電報，是日晚化裝離開北京歸奉，並下令長辛店、蘆溝橋、良鄉等處三四方面軍火速撤退灤河，至灤河因收束軍車停留10餘日，於6月17日化裝成士兵，乘兵車潛歸瀋陽；第二集團軍第一方面軍鄭大章騎兵第一軍抵達永清，與于學忠部激戰，于部不支，向安次潰退，鄭部占領永清，俘官兵千餘名，槍支、馬匹數百；第二集團軍第一方面軍第三軍第十九師吉鴻昌部向大城攻擊，與直魯軍第十六軍袁振清部3,000餘人激戰多時，袁部不支向靜海退卻，是日吉部占大城；國民政府特任閻錫山為京津衛戍總司令；清廢帝溥儀在日軍「保護」下離開天津，6月6日抵達大連；楊森向郭汝棟進攻，兩部在梁山激戰，楊敗退開江、雲陽，郭部師長范紹增占領萬縣，劉存厚向鄧錫侯、田頌堯請求援楊，鄧派謝德勘率部馳赴順慶助楊[4]:3072-3074。
- 6月5日——第四集團軍前敵總指揮白崇禧離開漢口北上赴石家莊督師，第四集團軍北伐部隊分兩批出發，截至上月底，第一批出發者，向石家莊一帶集中，第二批為前敵總指揮部、第四十四軍隨白同行，第七軍、第十九軍為總預備隊暫不開動；馮玉祥發表「歌」電，提出六項建國主張；第三集團軍進攻京綏線青龍橋之奉軍，奉軍退昌平，第三集團軍占領南口，俘奉軍500餘人；孫傳芳、張宗昌等在天津褚玉璞壽筵上會商和戰問題，各將主張不一，張宗昌仍主戰；奉天以張作霖被炸發布戒嚴令，委齊恩銘為奉天省城戒嚴司令，陳奉璋副之；前清恭親王赴奉天，日本報謂有復辟陰謀；北京奉系機關報《東方時報》停刊，同日《晨鐘》報（梁啟超、湯化龍辦）、《晨報》停刊，《黃報》於次日起易名《民意報》[4]:3074-3075。
- 6月6日——第三集團軍徐永昌部開抵長辛店，譚慶林部騎兵抵蘆溝橋；第二集團軍韓復榘部於6月4日、6月5日兩日在永定河一帶與奉軍激戰，奉軍不支，向東北潰退，是日韓部占領團河、南苑，北京紳商各界至南苑歡迎；奉天省公署就張作霖皇姑屯被炸事件發表通電，為應付日人及穩定政局，稱：「主座身受微傷，精神尚好……省城亦安謐如常。」；閻錫山移節保定，在行營就京津衛戍總司令職；是晨，鹿鐘麟、孫良誠兩軍占豐台，旋占南苑、落垡，與孫傳芳部接火，戰至次日晨，孫部不支，退雙溝、北倉；中國國民黨北京市黨部正式成立，議決：一、通電中央黨部報告正式成立，二、通電前敵各司令請速來京，三、函治安會轉京市一體掛青天白日旗；上午，張宗昌在天津訪段祺瑞，謀擁段借以號召，為段謝絕，下午又訪日軍司令官，告將以楊柳青、北倉、軍糧城為直魯軍第一道防線，表示將作最後一戰[4]:3075-3076。
- 6月7日——中國國民黨中常會第一四四次會議議決：一、撤銷戰地黨務指導委員會，各軍所組織之民眾團體，一律由黨部接收，二、組織北京臨時政治分會，管轄舊京兆、熱河、直隸區域，三、組織華僑捐款保管委員會，由譚延闓、宋子文、蔣介石、丁惟汾、于右任為委員，丁惟汾負責召集開會；蔣介石以近日報載有人在天津冒充國民革命軍總指揮、軍長等名義，招搖撞騙，是日通電否認，並電前敵各將領就近拿辦；馮玉祥自道口電國民政府稱，各部隊今晚到團河、南苑一帶，已飭韓總指揮復榘以騎兵追擊，主力即在南苑集合，不准進入北京；陳調元、賀耀組、方振武等部迫近天津城郊，馮玉祥部騎兵第一軍鄭大章占領楊柳青，其一部抵達軍糧城對岸，韓復榘部進至韓家墅，天津被三面包圍；孫傳芳抵達蘆台訪張學良、楊宇霆，商直魯聯軍到灤後布防事宜；日本田中內閣就張作霖被炸事件，作出決定：若炸張案引起排日運動，應採取斷然措施，中國軍隊若有排日行動，當增派日軍，確保日在滿蒙之特殊利益；「濟案後援會」在南京報告濟案死傷人數：死亡3,625人，受傷1,455人，財產損失約2,600萬元[4]:3076-3077。
- 6月8日——第三集團軍孫楚部進入北京，上午9時鮑毓麟旅撤出北京城，10時孫楚乘汽車首先入城，北京全市高懸青天白日旗，各界代表前往歡迎，下午2時商震及第七軍軍長張蔭梧入城，閻錫山派參謀長朱綬光到北京，與各界接洽，當晚商震布告安民，聲明代表閻錫山接收北京，負責保護外僑生命財產，保護敵軍眷屬，禁止晉軍擅入民間搜查；國民政府准免外交部長黃郛本職，特任王正廷為外交部長；國民政府公布《修正國民政府蒙藏委員會組織法》，次日派白雲梯籌備蒙藏委員會，並接收蒙藏院一切事宜；國民政府明令追贈第一集團軍第三軍團教導師師長龔憲為陸軍上將，龔於本年4月在攻克魚台之戰中陣亡，由軍事委員會以上將陣亡從優給恤[4]:3077-3078。
- 6月9日——蔣介石因北伐告竣，呈請國民政府准予辭去國民革命軍總司令及軍事委員會主席職，6月10日國民政府委員會以軍事以束需人，決議挽留；國民政府公布《勞資爭議處理法》，凡40條；國民政府明令北京大學改名為國立中華大學，任命蔡元培為校長，蔡未到任前，由李石曾署理，同日任命吳敬恆為國立中央大學校長；奉軍鮑毓麟旅退出北京回奉天，行抵通州被第二集團軍韓復榘部馮治安師繳械，全旅千餘人均收容於南苑，槍械交回總商會[4]:3079-3080。
- 6月10日——中央訓練部委張忠仁為中國國民黨童子軍司令，令即日組織童子軍；第四集團軍前敵總指揮白崇禧電請蔣介石打消辭意，並電請馮玉祥、閻錫山、李宗仁等總司令及朱培德總指揮一致慰留；天津改旗易幟，直魯軍第六軍軍長徐源泉辭直隸軍務幫辦職，受直隸省議會及天津總商會等法團之推戴，是日正式就「國民革命軍天津臨時保衛總司令」職，頒發布告：懸掛青天白日旗，令前線各部隊立即停戰，聽候國民政府解決，本總司令負責維持治安，次日徐源泉會同所部各將領聯銜通電全國，希望南北一致，早日實現和平；鄧錫侯以第七路軍總指揮名義通電，表示遵國府命令，拿辦吳佩孚[4]:3080-3081。
- 6月11日——蔣介石請辭中國國民黨中央政治會議主席職，6月13日中央政治會議決議懇切慰留；蔣介石以平津軍事告一段落，北伐各軍勢無留駐北京之必要，下令各軍，除第四集團軍前敵總指揮白崇禧率第十三軍一部進駐北京，所部第十二軍、第三十軍、第三十六軍仍在平漢鐵路原駐地待命外，各線兵車分向指定地點進發；閻錫山偕白崇禧由保定抵達北京；奉天省長劉尚清電國民政府，表示願服從國民政府，懸青天白日旗，希望勿對東三省用兵[4]:3081-3082。
- 6月12日——國民政府任命張蔭梧為北京警備司令，傅作義為天津警備司令；國民政府外交部分別致電駐外各公使，令仍維持原職，並將使領館國旗改懸青天白日滿地紅國旗；閻錫山派員與張宗昌、褚玉璞之代表商定直魯軍和平退出天津之五項辦法，第三集團軍接收天津，張宗昌與褚玉璞所率之直魯軍退出天津，表示願接受和平；日本陸軍省發表公報，指張作霖被炸事件之制造者，「當係南方之便衣人員無疑」；閻錫山委任徐源泉為第三集團軍第十一軍團總指揮；張宗昌、褚玉璞率直魯聯軍殘部5萬餘人，自天津向蘆台、寧河撤退；閻錫山據傅作義、南桂馨增兵要求，6月13日派孫傳芳舊部陸殿臣、何紹南兩旅開抵天津與直魯殘兵激戰，至6月14日直魯殘兵不支，退向西郊外[4]:3082-3083。
- 6月13日——蔣介石請假一週回奉化原籍，是日偕宋美齡由下關乘「永豐」艦赴鎮江；馮玉祥令所部退離北京100里，是日劉鎮華部離通州移防固安，韓復榘部由南苑移駐新城[4]:3084。
- 6月14日——中國國民黨中常會第一四六次會議議決推蔣介石赴北平祭告總理之靈，兼視察一切，同日中央黨部將此決議電告蔣介石，6月16日蔣覆電表示遵命北上考察，提議於五次全會以將總理靈柩遷至南京安葬；國民政府發出指令三項：一、蔣介石呈請辭國民革命軍總司令職，未便照准，二、海軍總司令楊樹莊以病呈請開除本兼各職，礙難照准，三、薛篤弼呈請開去內政部長，應無庸議[4]:3084-3085。
- 6月15日——第三集團軍李生達軍第十四師抵達天津，負責維持天津治安；河北三河、寶坻方面孫傳芳部派馬寶珩為代表，至北京向閻錫山接洽投誠，是日達成協議，閻將該軍編成四個軍，任鄭俊彥為第三集團軍第五軍團總指揮，李寶章為副指揮[4]:3085。
- 6月16日——蔣介石為紀念孫中山廣州蒙難六周年，通電全國同胞，宣揚「三民主義救國」論，稱：三民主義「為今日唯一救國之主義，吾人欲求中國之不亡，惟有以三民主義為中心，統一國民之思想」，「自今紀念之日起，願吾國人之思想統一於三民主義之中，以完成國民革命」；新疆督辦楊增新通電易幟，宣布「新疆各界服從國民政府，奉行三民主義；並改組新疆省政府，一律懸掛青天白日旗，以後新疆一切善後事宜，均稟承國民政府辦理，以歸統一」；駐華日使芳澤電日本外務大臣田中，報告張作霖生死不明，日本對其繼任者和東三省之未來，應當作好周密考慮，關於張作霖之繼任者，不論是張作相或張學良，「南方勢力早晚必定到達東三省」，而南方之政策，「是和日本的特殊地位及其優越勢力相衝突的」，「因此，我方必須事先研究好對辦法。而當前必須加以考慮的是，修築滿蒙新鐵路問題」，建議先解決最急需之吉會、長大兩鐵路，探詢合同簽約人趙鎮之意見，如不表同意，「就必須排除官民的反對，用實力把鐵路修築進行到底」[4]:3085-3086。
- 6月17日——蔣介石由鎮江抵達南京，同日蔣電中國國民黨中央訓練部部長丁惟汾，懇請打消辭意，即日返回南京主持黨務；何成濬自天津致蔣介石兩電，旋蔣介石批示：電獎徐源泉；閻錫山偕北京中國國民黨黨、軍、政代表前往西山碧雲寺公祭總理靈寢，軍務代表包括方本仁、朱綬光等，政務代表為蔣作賓、仇鰲等，黨務代表由梁子清率部分黨員參加，閻錫山、蔣作賓、梁子清聯合主祭，同日閻、蔣會銜電中央黨部與國民政府報告奠祭經過；閻錫山派珍、邢士廉赴奉天勸導張學良服從國民政府，以政治方法解決東三省問題；中國共產黨第六次全國代表大會在莫斯科舉行[4]:3086-3087。
- 6月18日——中國國民黨中常會第一四七次會議議決，派蔣介石赴北京為祭告總理代表，移靈南京事，由蔣到北京後斟酌決定，通過《全國代表大會組織法》；國民政府特派接收北京市機關代表周震鱗抵達北京，當即晤閻錫山，轉達國府對北京、天津意見，次日周對記者談稱，國民政府同奉方久有接洽，不自今日始，現張作霖已亡，障礙已除，此次于珍、邢士廉回奉天以後，必有相當之結果，並表示政府此後對關外奉軍當用政治解決，絕對不至用兵；國民政府派易培基前往北京接收故宮博物院，同日任命張繼、白雲梯、劉樸忱、羅桑囊嘉、格桑澤仁、陳繼淹、李鳳崗為蒙藏委員會委員，指定張繼、白雲梯、劉樸忱為常務委員；國民政府特派孔祥熙馳赴北京祭告總理靈；國民政府准免交通部直轄第一交通大學校長蔡元培兼職，任命王伯群兼交通部直轄第一交通大學校長；中國共產黨第六次全國代表大會在莫斯科舉行，出席正式代表84人，候補代表34人，瞿秋白、李立三、向忠發、張國燾、周恩來為大會代表，布哈林報告《世界革命形勢與中共的任務》，瞿秋白作政治報告，周恩來作軍事報告，大會指出「中國革命在現階段的性質，是資產階級民主革命」，當前之政治形勢，是處在兩個高潮之間，黨之任務不是進攻，而是爭取群眾，準備暴動，大會提出反對帝國主義、封建主義，實行土地革命，實現工農民主專政之十大綱領[4]:3087。
- 6月19日——國民政府准免國立中華大學校長蔡元培兼職，任命李石曾為國立中華大學校長；閻錫山電蔣介石稱，東三省情況複雜，務懇早日北上處置；閻錫山電國民政府，以天津直魯殘軍數十萬，請中央迅派大員北來辦理收束事宜[4]:3088。張學良發電報給蔣介石，表達對中國之忠貞以及東北投向中央政府之決心；蔣對張學良之前景頗有疑慮[11]:100。
- 6月20日——周震鱗自北京電蔣介石、張靜江，報告日本意在奪取滿蒙，對奉宜用和平解決，略謂：「惟倭奴志在奪取滿蒙，故在榆關阻奉後退，若我軍再進，無異為日本作前驅，百公深慮及此，故極主張懷柔，純用和平解決，萬望布告煥章、劍生、德鄰諸兄，務宜同此主張，隱消外侮，以保國疆。」；張學良通電就任奉天軍務督務，並發表《致奉省各縣父老宣言》，宣布：一、停止一切軍事行動，決不輕言戰事，二、講求外交親睦，與友邦共存共榮，三、整飭戎政，厲行兵農政策，四、提倡實業，改革政治，五、一切制度規章，歸於公決；全國經濟會議在上海開幕，到會委員61人，宋子文主席；《奔流》月刊在上海創刊，由語絲社魯迅、郁達夫、林語堂合辦，魯迅主編，至次年8月第二卷出至第五期時（第一卷出十期）停刊[4]:3088-3089。
- 6月21日——中國國民黨中央政治會議第一五四次會議決議：一、直隸省改名河北省，二、舊京兆區各縣並入河北省，三、北京改名北平，四、北平、天津為特別市，6月28日國民政府訓令直轄各機關知照；奉天省長公署正式公布張作霖於是日下午逝世，按張作霖死於本月4日，奉方為穩定政局，秘不發喪，直至張學良歸奉就任奉天督辦後，才於是日公布死耗；東三省省議會聯合會舉張作相為東三省保安總司令兼吉林省司令，張學良、萬福麟分別擔任奉天、黑龍江兩省司令，張作相堅辭；國民政府據蔣介石呈稱，中央銀行發行小洋輔幣，兩月以來，軍民稱便，乃近聞各徵收機關仍有拒用情事，致民眾發生疑慮，奸人乘機造謠，輔幣信用為之銳減，馴至南京兌換分所釀成擠兌風潮，是日訓令交通、財政部及江蘇省、南京特別市政府轉飭所屬一體遵照使用小洋輔幣；商震抵達天津，當即在警備司令部開會，討論辦理天津軍事善後事宜，傅作義、徐源泉、溫壽泉、南桂馨、李生達、陳長捷等出席，議決第一步點驗白河以南各部駐軍，第二步點驗完竣，遞遺防務即由第三集團軍第十四師、第十五師、第九師擔任，又決議請總商會銀行工會借30萬元作結束軍事之費，各軍給養暫請商會墊支，韓家墅、軍糧城、小站、馬廠為新編軍隊駐扎地點；大連經奉天達朝鮮漢城之國際長途電話開始通話，係日人所架設[4]:3089。
- 6月22日——湘贛兩省軍隊共10個團，由湘軍吳尚、贛軍楊如軒、楊池生率領向井岡山根據地中心寧岡分進合擊，中國工農紅軍第四軍軍長朱德率領第二十九團和第三十一團一營，直奔新七溪嶺，多次打退國軍進攻，全殲1個團，擊潰2個團，繳械千餘支，粉碎湘贛軍隊向井岡山發動之第一次大「會剿」，取得創建井岡山根據地以來最大之一次勝利[4]:3089。
- 6月23日——馮玉祥電軍事委員會告病假10日，赴百泉靜養；張學良在瀋陽召開東三省軍民聯合會議討論恢復保安總司令及易幟等問題，張作相、于珍、邢士廉等均出席，6月27日會議結束，議決仍用保安總司令名義，推舉張作相為東三省保安總司令兼吉林保安總司令，張作相辭不允就，且舉張學良自代，東三省不改易旗幟，並令前線主力奉軍堅守山海關一帶陣地[4]:3090。
- 6月24日——國民政府委員會第七十四次會議通過設立裁兵委員會及津關二五庫券條例等項議案；蔣介石呈請國民政府設立裁兵委員會，辦理裁兵事宜，一面設置生產機關，分途接納被裁士兵，從事築路、治河、開礦、造林、懇荒等事，並擬請由財政部發行軍務善後公債，解決裁兵所需經費問題；蔣介石通令取消戰時所委之「游擊司令」、「迫進司令」等名義，並一律繳械遣散，待後如仍有假借此次名義，召集不逞之徒為害地方者，嚴懲不貸；閻錫山電國民政府稱天津餓軍麇集，數逾10萬，需款萬分急迫，請先籌撥1月份供養120萬元；第三集團軍傅存懷騎兵第七師進占多倫，察哈爾省軍事結束[4]:3090。
- 6月25日——中國國民黨中央政治會議臨時會議議決任李石曾等為北平臨時政治分會委員，以李石曾為主席，李未到任前由閻錫山代理；日本首相田中於是日至次日兩次電令駐奉天總領事林久治郎，警告張學良不得和南京國政府妥協[4]:3091。
- 6月26日——國民政府任命何其鞏為北平特別市市長，南桂馨為天津特別市市長；國民政府任命商震等為河北省政府委員，並指定商震為省政府主席；國民政府會議通過蔣介石提議「設立裁兵善後委員會協調各部及建設委員會辦理裁兵事宜案」；蔣介石遵照國民政府命令，偕吳敬恆、張靜江、邵力子、陳紹寬、周佛海、陳立夫、張群、劉紀文等人由南京啟程北上，6月28日抵達武漢，6月29日晚蔣介石與李宗仁離漢北上，7月1日清晨抵達鄭州，馮玉祥前往歡迎，7月3日抵達長辛店，蔣與李偕閻錫山抵達北平[4]:3091-3092。
- 6月27日——中國國民黨中央政治會議第一四六會議議決：一、撤銷戰地政務委員會，二、修正通過《土地收用法》，三、指定李濟深為廣東省政府主席；東三省軍民聯合會通電推舉張作相為東三省保安總司令；孫傳芳軍鄭俊彥部投誠第三集團軍後，於6月19日開赴懷柔改編，是日鄭抵達北平謁見閻錫山請餉，閻謂晉軍尚未得中央分毫，山西省庫戰事中虧2,300萬，非俟蔣到，給養無辦法；張宗昌率殘部萬餘人，擬經灤州冷口出關，奉軍不允，致起衝突，張仍退回唐山；蔣介石電令鄧錫侯、劉文輝、田頌堯等人繼續討楊（森），重申討楊乃政府明令，無論何軍，冀其服從，又電羅澤洲，停止軍事行動，謂倘若附逆，法令所在，決不寬恕；楊森在萬縣自行宣布恢復第二十軍軍長職，旋電蔣介石，要求「派公正人員來川明察是非」[4]:3092-3093。
- 6月28日——徐源泉第十一軍團奉命全部離開天津，集中薊縣，徐電閻錫山、蔣作賓等辭職，並請發給養，閻覆電慰留；馬衡等五人奉國民政府令接收清史館，按清史館於1914年3月9日經袁世凱明令設立[4]:3093。
- 6月29日——國民政府委員會決議：決定河北省政府設於保定；蔣介石以北伐已告一段落，電令李濟深轉飭所屬停止招兵[4]:3093-3094。
- 6月30日——國民政府以平、津收復已久，軍事告，是日明令取消戰地務委員會；新疆省政府成立，新疆督辦署改新疆總司令部，楊增新就省長兼總司令職，7月5日國民政府、軍事委員電楊增新嘉獎，至是西北「統一」；全國經濟會議閉幕，通過有關決議案，組織裁兵促成會籌備委員會，宋子文在閉幕式發表演說，聲明代表國民政府接受大會通過之各項建設提案；第一集團軍各軍、師長以上軍官在南京軍事委員會開會，討論縮編事宜，7月1日繼續開會，通過《縮減第一集團軍案》，要求全部縮減為15個師，每師不超過1.5萬人，限7月底完成，最終縮編成10師；第四集團軍前敵總指揮白崇禧率參觀團120人到達太原[4]:3094-3095。

### 7月
- 7月1日——全國財政會議在南京開幕，宋子文主席並致詞，要點有統一財政，分配平均，確立預算、劃分國地稅；張學良致電北平蔣介石、馮玉祥、閻錫山及南京譚延闓、李烈鈞等，表示「決無妨害統一之意」，已令前方軍隊從事撤退，「所盼當局諸公，以國家大事為前提，同時收束軍事」，並「速開國民會議，解決目前一切重要問題」；凌晨，蔣介石偕李宗仁乘火車抵鄭州，馮玉祥扶病親往迎接，省市團體在車站集會歡迎，蔣介石致詞，稱：「打倒軍閥告一段落，此後國民須一玫努力廢除不平等條約。」，次晨蔣、李抵石家莊，閻錫山派方本仁等迎候；國民政府於6月25日特派第二十四軍軍長劉文輝為川康邊防總指揮，劉通電宣布於是日就職；國民政府審計院正式成立；軍事委員會通令各軍於是日起停止招兵[4]:3095-3096。
- 7月2日——國民政府委員宋淵源自南京電蔣介石報告祁暄到奉晤張學良談易幟事，略謂：「漢卿對三民主義不但無反對之意，且甚贊同，惟因對外則有某方（指日本）窺伺，對內則新遭大故，變更太驟，慮生枝節。但須經過一重正式手續，全國一致解決，無妨礙統一之意。」[4]:3096
- 7月3日——蔣介石偕李宗仁抵達北平，凌晨閻錫山在長辛店迎接，與蔣同車赴北平，下午1時蔣介石往碧雲寺謁總理靈柩，並在碧雲寺對日本東方社記者談話，謂中國目下第一重要問題，對內為裁兵與財政統一，對外為改訂一切不平等條約，又謂東三省問題務希和平解決，深望日本國民予以公正之援助；汪精衛電中國國民黨中央五次全體會議，聲明道遠時迫，不及列席全會，並提出三點意見：一，捐棄個人地位及區域觀念，以求中央組織之鞏固，政治始能穩定，二、指導民眾應以整個的民族利益為前提，痛除階級間嫌恨之習，三、訓政時期，對黨外言論應許其自由發揮，以表現人民之要求，以養成民權之基礎[4]:3097。
- 7月4日——張學良在瀋陽就東三省保安總司令職，東三省聯合省議會初推張作相為東三省保安總司令兼奉天保安司令，張辭不就，故改推張學良繼任；河北省在天津成立；清東陵發生盜掘案，奉軍出關後，直魯殘軍孫殿英第十四軍譚溫江師駐東陵，孫殿英亦至，當地土豪高壽光等告以康熙、乾隆、慈禧遺襯均在地宮，殯物甚多，概屬寶貴之品，設法挖掘，可以致富，孫遂與譚等密議掘陵辦法，是日孫集所部工兵訓話，謂昨夕夢見七世祖本端公，泣告生前為順治帝慘殺，迅為掘陵雪仇，言下作種種慘狀，大哭不止，各工兵皆大憤，請立掘坟，旋出布告，稱試演迫擊炮，軍民人等，為安全起見，在陵周圍一里以內，禁止通行，7月5日用炸藥轟炸地宮，將裕陵、定東陵墓內殯葬珍寶翠玉，價值一萬萬以上，盜掘一空，歷七畫夜[4]:3097-3098。
- 7月5日——蔣介石電馮玉祥、閻錫山、李宗仁，主張裁兵救國，稱：「今日非裁兵無以救國，非厲行軍政財政之統一無以裁兵」，要求與全國人士切實合作裁兵；紅軍朱德部7月4日由寧岡、永新向遂川轉移，是日湘軍程澤潤、熊震部攻陷寧岡，7月10日陷永新[4]:3098-3099。
- 7月6日——蔣介石、馮玉祥、閻錫山、李宗仁在北平香山碧雲寺總理靈前舉行北伐完成祭告典禮，上午7時蔣、閻、李及中央黨部代表吳敬恆、政府委員周震鱗、各集團軍總指揮白崇禧等，以及北平特別市市長何成濬、北平政治分會、工商學界代表數百人參加，馮玉祥自保定抵北平赴碧雲寺參加大祭，蔣介石主祭，馮、閻、李襄祭，商震宣讀中國國民黨中央執行委員會祭文及蔣介石祭文，蔣氏祭文回顧總理永訣三年間，黨之基礎瀕於危亡者五次，革命勢力幾於傾覆者凡十五次，繼以八事告總理；蔣介石同馮玉祥、閻錫山、李宗仁、張群等開會討論裁兵問題，蔣提出國防兵工意見書，馮表贊同，閰、李均主張提交中國國民黨五中全會；中國國民黨北平政治分會成立，委員閻錫山、陳調元、馬福祥、蔣作賓、劉守中、鹿鐘麟、白禧宣誓就職，馮玉祥不就委員職，未到，中央黨部代表吳敬恆、中央政治會議主席蔣介石到會並分別致訓詞；中國國民黨四川省黨務指導委員會在成都成立；戰地政務委員會主席蔣作賓及委員羅家倫等以北伐告成，軍事大定，是日聯名通電宣布解職[4]:3099-3100。
- 7月7日——外交部發表宣言，宣布廢除一切不平等條約，重訂新約，略謂：「國民政府為適合現代形勢，增進國際友誼及幸福起見，對於一切不平等條約之廢除，及雙方平等互惠主權新約之重訂，久已視為當務之急，此種意志，迭經宣言在案。」；張學良所派代表王樹翰、邢士廉、米春霖、徐祖貽到天津，7月9日蔣介石派張品哲赴天津邀奉方代表到北平，7月10日晨張品哲訪王樹翰等，表示和平解決東三省問題，決不訴諸武力，旋即同赴北平；新疆政變，省政府主席楊增新出席迪化俄文專修學校畢業典禮，正頒發文憑時，為交涉員兼軍事廳長樊耀南狙擊斃命，旋樊占據省政府自稱省長兼總司令，是晚民政廳長金樹仁率部捕樊及同謀者21名，並將樊處決，7月9日各界公舉金就任新疆省政府主席兼總司令；何應欽電蔣介石、馮玉祥、閻錫山、李宗仁陳述裁兵方案；北京各界在天安門前舉行北伐勝利祝捷大會，到200餘團體，10餘萬人[4]:3100-3101。
- 7月8日——下午，閻錫山在北平外交大樓宴蔣介石、馮玉祥、李宗仁、白崇禧等，軍政重要人員120餘名出席，蔣、馮發表演說，蔣謂北伐告成，諸同志相聚一堂，無任歡慰，馮則表示「不平等條約尚未廢除，舊軍閥殘餘尚未完全消滅，各軍裁兵未見實行，余不勝悲痛」；灤州奉軍第三、第四方面軍向山海關撤退，山海關、灤州之間七縣由張宗昌部接防，7月15日第三、四方面軍全部退集錦州[4]:3102。
- 7月9日——國民政府明令通緝安福系餘孽王揖唐、曾毓隽、吳光新、姚震、湯漪、章士釗、曹汝霖、陸宗輿、章宗祥、顧維鈞、湯薌銘、王印川12人；追悼國民軍1926年南口戰役陣亡將士大會在南口舉行，蔣介石、李宗仁、鹿鐘麟、方振武及工、商、學、農、軍、政各界5,000人出席，馮玉祥主祭，何其鞏代蔣讀祭文，鹿鐘麟報告南口戰役詳情，馮、蔣發表演說[4]:3102-3103。
- 7月10日——蔣介石在北平碧雲寺接見張學良代表王樹翰等，提出東三省須先行易幟，實行三民主義，餘事再請示國民政府；全國財政會議閉幕，宋子文致閉幕詞；日本閣議討論中國事件，須張學良承認日本與張作霖所訂之約，然後日本承認張學良之地位；日本陸軍省遵照內閣決議，公布撤兵命令，將山東派遣軍第3師團預備兵、後備兵7,500名撤回日本國，7月15日第一批日兵1,500人從青島啟程歸國，7月18日第二批千餘人、馬500匹，啟程返日[4]:3103-3104。
- 7月11日——中國國民黨中央政治會議第一四八次會議議決：省政府委員與特別市市長不得由一人兼任，何民魂免去南京特別市市長兼職，專任江蘇省政府委員，以劉紀文為南京特別市市長；蒙藏委員會在南京成立，白雲梯等六委員宣誓就職，中國國民黨中央黨部代表丁超五致訓詞，白雲梯致答詞；中共第六次全國代表大會閉幕，會後舉行六屆一中全會，選舉中央委員毛澤東等23人，候補中央委員13人，政治局委員向忠發、李立三、蔡和森、周恩來、項英、張國燾、瞿秋白7人，政治局候補委員彭湃、羅登賢等7人，向忠發為總書記，周恩來、蔡和森、項英、彭湃分任組織、宣傳、勞動、農民部部長；張學良電蔣介石提議恢復平津交通，全線通車如有不便，請暫先分段開行，如承應允，當即派員來平，面商一切辦法[4]:3104-3106。
- 7月12日——吳佩孚因鄧錫侯部師長羅澤洲派兵進攻，是日由大竹移住達縣[4]:3107。
- 7月13日——蔣介石、馮玉祥、閻錫山、李宗仁、楊樹莊（陳紹寬代）之裁兵方案，即《軍事整理案》及《編遣部隊之裁遣方法》，在北平簽字，該方案規定組織編遣委員會處理編遣事宜，取消國民革命軍總司令、各集團司令，選擇最精銳而立戰功者編成50或60師，另在全國組織憲兵20萬，維持治安；蔣介石在北平西山碧雲寺招待中日新聞界，到中日記者32人，蔣就軍事、財政及對奉問題回答記者，略謂：東三省問題並非難於解決，學良如能徹底信仰三民主義，知國家非統一不可，同隸於青天白日旗之下，實大體者，否則，政府亦不對其勉強；李濟深、戴季陶抵北平；朱德、毛澤東率領紅四軍攻占湖南酃縣，湘軍退守茶陵[4]:3107-3108。
- 7月14日——蔣介石在香山雙清別墅宴奉天代表邢士廉、米春霖、王樹翰、徐祖貽，邢等陳述奉天現狀及張學良期望統一之忱，蔣表示贊許，仍主以三民主義統一東北，以自家人辦自家事，絕無其他主張；國民政府代表劉光、張同禮抵達瀋陽與張學良會商東北易幟問題，劉提出：一、東三省歸國民政府節制，二、奉行三民主義，三、改懸青天白日旗，同日並電北平蔣介石，報告抵達瀋陽後同張學良會晤情形，略謂：張學良對易幟、撤兵及服從主義，均可辦到，但須待解決四事：一、外交方面，請立示機宜，二、黨務方面，先派員赴南見習，再行舉辦黨部，三、政治分會問題，望明覆一電，言明由其組織請委，不加干涉，四、對熱河軍事行動問題，懇暫停止，待三省全局議定，再從長討論；軍事委員會討論裁兵善後安置問題，何應欽主席，議決被裁軍官概送入軍官學校肄業，被裁兵士則分別安置各工廠練習；馮玉祥離開北平，7月17日抵新鄉，旋電閻錫山對北平「克復未久，秩序大定」表示敬服[4]:3108-3109。
- 7月15日——蔣介石下令肅清關內張宗昌、褚玉璞部直魯殘軍，任白崇禧為前敵總指揮兼任灤河方面右路軍指揮，方振武為左路總指揮，負責熱河軍事，陳調元為總預備隊總指揮，策應左右兩軍作戰，並限令左右兩路主力於7月29日前在指定地點集中，總預備隊在寶坻、楊村、三河、順義集中[4]:3109。
- 7月16日——蔣介石邀閻錫山、李宗仁、李濟深、白崇禧至西山飯店會談對奉、裁兵及財政三大問題，決定派何成濬、孔繁霨為全權代表，隨邢士廉赴奉報聘；奉天代表王樹翰、邢士廉、米春霖、徐祖貽會見李宗仁，告以東三省改懸青白旗事，一星期內可實現；張學良訪日本總領林久治郎，告以奉方與關內商洽易幟經過及雙方所提條件，並徵詢意見，林氏答稱當請示政府，再行奉覆；張學良委孫傳芳為東三省軍務總指揮，統轄退奉軍隊[4]:3109-3110。
- 7月17日——蔣介石代表郭同自北平赴奉天，同張學良商東北易幟問題；江蘇省政府委員會議決：丹徒縣改名鎮江縣，江蘇省政府遷出南京，以鎮江為江蘇省會；中共湖南省委命令取消湘贛邊界軍委，另設前敵委員會，以陳毅為前委書記[4]:3110-3111。
- 7月18日——黎元洪靈柩出殯，天津市下半旗，送葬者數萬人，商震偕河北省政府委員8人往吊，蔣介石、閻錫山、李宗仁各派代表專程抵達天津致吊；日本駐奉天總領事林久治郎見張學良，要求實行張作霖同南滿鐵道會社社長山本條太郎商訂之《滿蒙新五路協定》，張學良答稱，皇姑屯之炸彈已將張作霖專車裡之所有文件全部毁滅，一切都已無根據，表示「實行困難」；上海日本總領事矢田抵達南京，訪王正廷談判濟案，提出懲辦濟案中國方面肇事者、賠償經費等五條無理要求作為談判原則，遭王正廷拒絕，矢田當晚返上海，即電北平日本公使芳澤，報告談判無結果[4]:3111-3112。
- 7月19日——日本駐瀋陽總領事林久治郎訪張學良，為東北易幟事向張學良提出第三次警告；下午4時，張學良在奉天大元帥府召開時局緊急會議，到張作相、張景惠、袁金鎧、張煥相、劉尚清、孫傳芳、張宗昌等人，協議易幟事，因日本態度強硬，未作決定；湯玉麟在熱河通電易幟，表示服從國民政府，奉行三民主義，7月25日湯派代表金鼎臣面見蔣介石，聲言服從三民主義，蔣謂如若借此謀取地盤，決不姑容[4]:3112。
- 7月20日——張學良就林久治郎第三次警告偕日本顧問土肥原往訪關東軍司令官村岡，村岡勸張勿輕率妥協，致東三省卷起新波瀾，應保境安民，致力於實現和平，願予以援助[4]:3113。
- 7月21日——晚，張學良代表王樹翰、邢士廉等會晤蔣介石，告以「日本駐奉領事正式用書面勸告：（一）東三省應保境安民；（二）東三省不宜實行三民主義」，蔣指出：「此宜自己覺悟，外人干涉中國內政，勿再為所愚。將來正式與日本交涉時，本諸正義，外交決不失敗。」、「應催張學良不可為倭奴恫嚇所屈服，當即決然通電表示服從中央，以救東北救中國。」[4]:3114
- 7月22日——張學良以日本阻撓，東北易幟不能如限實行事電告邢士廉，並謂：「國事至此，百念俱灰。一切仍盼就近積極商榷，俾得促成，以慰民望，弟無不贊同也。」；張學良任命翟文選為奉天省省長，常蔭槐為黑龍江省省長[4]:3115。
- 7月23日——東北臨時保安委員會開成立大會，選舉張學良為委員長，袁金鎧為副委員長；軍事委員會任命蔣介石、何應欽分別兼任第一集團軍整理委員會正副委員長，朱紹良為委員[4]:3117。
- 7月24日——蔣介石訪李濟深、李宗仁，對日本公然阻撓我統一與慫恿直魯軍回據膠東等事表示悲觀；國民政府據內政部呈請新疆省乾德城縣佐改升縣治是日指令照准；東三省原定本日通電易幟，因日本橫蠻阻止，張學良深恐發生「第二次濟南慘案」，為避免日本武力干涉，乃決定暫緩易幟[4]:3118。
- 7月25日——中美簽訂關稅條約，財政部長宋子文與美國駐華公使馬慕瑞在北京簽訂《整理中美兩國關稅關係之條約》，此約由伍朝樞在美國同國務院直接商洽，其約文由華盛頓拍發到北平，由宋子文與馬慕瑞簽字；蔣介石離開北平返南京，行前委李濟深代理總司令留守北平，次日蔣抵達鄭州，旋出席鄭州民眾歡迎大會並發表演說[4]:3119-3121。
- 7月26日——張學良電北平邢士廉等人表示服從國民政府，並願為蔣介石效力，略謂：「即請轉達介公，無論何時，願對國府服從到底。雖是個人隻身，亦甘為介公效力，但目前對外交方面情形，確實重要，諒介公早有成竹。但求對外有圓滿辦法，東三省一切不成問題也。」[4]:3121-3122
- 7月28日——蔣介石返抵南京，譚延闓、李烈鈞、何應欽等至浦口迎接[4]:3122。
- 7月29日——張學良代表王樹翰、邢士廉離開北平返奉天，方本仁偕行[4]:3123。

### 8月
- 8月1日——中國國民黨第二屆中央執行委員會第五次全體會議預備會因不足法定人數，改開談話會，譚延闓主席，決定預備會展期於8月4日召開；馮玉祥、李宗仁由北平抵達南京，閻錫山因胃病發作，於7月30日在順德下車，謂折返太原治病，並電南京不出席五中全會；中國國民黨中央執行委員會廣播無線電台在南京舉行開播典禮，正式開始播音[4]:3124-3125。
- 8月3日——蔣介石代表方本仁、白崇禧代表何千里偕王樹翰、邢士廉抵達瀋陽，參加張作霖喪禮；第三集團軍第四師孫楚部於8月2日夜由塘沽進攻北塘，是晨3時占領北塘，直魯軍退漢沽[4]:3126。
- 8月4日——張作霖喪禮在瀋陽大元帥府舉行[4]:3127。
- 8月5日——蔣介石於8月4日到上海，是日發表文告，要求全體黨員團結一心[4]:3127-3128。
- 8月6日——蔣介石電令白崇禧，東征軍在北塘、沙流河停止軍事行動，按關內直魯軍約五六萬人，蔣介石原擬武力解決，後因張學良電請國民政府暫勿進攻，奉方願承擔改編直魯部，以和平方式解決，故蔣有此電令；蔣介石自上海返南京，出席中國國民黨中央黨部紀念周並發表講話[4]:3128。
- 8月7日——張作霖喪禮結束，是日舉行出殯，執紼者達萬人以上；河南省政府任鄧萃英為河南中山大學校長[4]:3129-3130。
- 8月8日——上午8時，中國國民黨第二屆中央執行委員會第五次全體會議在南京中央會議廳舉行開幕式，出席中央執委24人，候補執委1人，列席中央監委9人，候補監委1人，譚延闓主席，蔣介石致開幕詞[4]:3130。
- 8月9日——張靜江、李石曾因對政治分會存廢問題持不同意見，退出五中全會，離開南京赴上海[4]:3132。
- 8月10日——全國交通會議在南京開幕，各省市代表120人出席，交通部長王伯群主席並致開幕詞；蔣介石致電張靜江，望速偕李石曾、吳敬恆即日返回南京參加五中全會，並派陳立夫赴上海敦促；張學良派代表劉哲通知日本特使林權助：「東三省易幟，延期三個月。」[4]:3133。
- 8月11日——白崇禧電李宗仁辭第十一軍軍長兼職，並建議將所部縮編為一師，以張定璠為師長，編餘官兵實行兵工政策或資遣回籍，8月14日李宗仁覆電嘉獎，准如所請[4]:3134。
- 8月12日——蔣介石由南京抵上海，勸張靜江、李石曾返南京參加五中全會，張、李表示拒絕，蔣於次日返南京[4]:3134。
- 8月14日——中國國民黨二屆五中全會召開第四次大會，通過下列各案：一、中央政治會議委員應由中央執行委員會推定，政治會議議決案應由中央執行委員會交國民政府執行，二、各政治分會限本年年底一律裁撤[4]:3135-3136。
- 8月15日——中國國民黨中央二屆五中全會舉行閉幕式，戴季陶等22人出席，馮玉祥列席；閻錫山改任綏遠警備司令李培基代理綏遠都統，察區警備司令張會詔護理察哈爾都統[4]:3137-3138。
- 8月16日——王寵惠赴歐美考察司法事竣回國抵達廣州[4]:3138。
- 8月17日——楊宇霆訪駐奉天日本總領事林久治郎作長談，希望日本援助；張宗昌吊張作霖喪後回駐灤州，是日在山東龍口與舊部方永昌會商「再圖大舉」[4]:3139。
- 8月18日——全國交通會議閉幕[4]:3140。
- 8月19日——朱德、毛澤東部紅軍攻占湖南桂東縣城[4]:3140。
- 8月20日——全國禁煙委員會在南京成立，主席張之江；劉湘電蔣介石請明令罷去第六路總指揮職，並願將第二十一軍全體官兵裁遣，在未奉中央明令以前，先實行兵工築路[4]:3140-3141。
- 8月21日——國民政府委員會第八十七次會議，蔡元培請辭大學院院長及代理司法部長等本兼各職，議決慰留；蔣介石下令武力解決盤據冀東之直魯軍；張學良電北平當局報告褚玉璞到奉天，經會同白崇禧代表何千里商定，直魯軍餘部分別遣散，克日實行；國民政府任命羅家倫為國立清華大學校長[4]:3141。
- 8月22日——中國國民黨中央政治會議開第一五一次全會，議決：照准李石曾辭北平臨時政治分會主席職，任命張繼為北平臨時政治分會主席；白崇禧電南京總司令部報告直魯主力得某國暗助，與安福餘孽勾結，向豐台、寧河增兵，擬由蘆台、豐台沿平奉鐵路乘虛襲擊天津，並遵總部命令，限各軍於8月26日前完成攻擊準備，布置待令，向蘆台、寧河、豐潤之敵進攻；張群奉蔣介石命自上海到南京謁見馮玉祥，商中央政務及山東省軍事，當晚返上海向蔣報告，次日張群語人，蔣對時局極抱樂觀，一切議案均可實行；中國國民黨中常會第一六一次會議，蔣介石電稱因病請假兩星期案，決議：病愈仍盼速回京，不必以兩星期為限[4]:3142-3143。
- 8月23日——國民政府派劉書藩為中華民國郵政總辦；吳尚、范石生奉魯滌平、何鍵急電，指揮所部分三路進攻桂東朱德、毛澤東部紅軍，激戰三畫夜，朱、毛率部向寧岡退卻，8月26日吳尚陷桂東[4]:3143。
- 8月24日——國民政府任繆培南為國民革命軍陸軍第四師師長，朱暉日為副師長，王均為陸軍第七師師長，金漢鼎為陸軍第十二師師長，夏鬥寅為陸軍第十三師師長；國民政府以隴海鐵路督辦王正廷另有任用，令免本職，派劉驥為隴海鐵路督辦；凌晨4時，馮玉祥離開南京回河南，臨行前，蔣介石於8月23日自上海派張群晤馮，商洽一切，8月25日馮抵開封[4]:3143。
- 8月26日——國民政府電閻錫山速赴北平，協助白崇禧肅清直魯軍[4]:3145。
- 8月27日——國民政府任命楊樹莊等為福建省政府委員，指定楊樹莊為主席；白崇禧電告張學良，收編直魯軍軍事再展期一周，逾期以武力解決，8月30日張覆電白，謂褚部于世銘、袁振青各軍聽候改編，唯張宗昌強硬不馴，聽候中央解決[4]:3145。
- 8月28日——胡漢民偕許崇智由歐洲回國，是日抵香港；閻錫山委商震兼河北省剿匪司令，升豐玉璽為第四軍團總指揮，王靖國為第二軍軍長，李服膺為第七軍軍長；何鍵自長沙赴湘南「督剿」朱德、毛澤東等部紅軍，湘省清鄉督辦處獲悉，江西紅軍朱德、毛澤東部與湘南寧遠、藍山、新田、祁陽一帶紅軍周文、陳光保等部聯合，圖奪取衡陽；濟南日軍正式換防，日軍第3師團長安滿策一率司令部全體人員自青島到濟南，當夜第6師團長福田彥助向安滿交代防務，安委第5旅團長蜂須賀任濟南警備司令，次日福田離開濟南赴青島，第6師團亦撤離濟南[4]:3146-3147。
- 8月29日——中國國民黨中央政治會議第一五二次會議議決多項議案，其要案為：改西藏、青海及察、綏、熱各特區為省，河北省府遷北平；張學良下令將奉方所捕之中國國民黨員全部釋放，以示真心服從國民政府[4]:3148。

### 9月
- 9月1日——國民政府派李烈鈞、宋淵源、鍾榮光、陳嘉庚、陳季良、孔祥熙為僑務委員會委員，指定周啟剛、丘莘昀為常務委員，僑務委員會常委林森、蕭佛成、鄧澤如未到任以前，由李烈鈞、宋淵源、孔祥熙暫行代理[4]:3150。

### 10月
- 10月1日——白崇禧抵達灤州，檢閱范熙績、徐永昌所部東征軍[4]:3175。
- 10月10日——張學良被提名出任國民政府委員、東北政務委員會主席[11]:100。
- 10月26日——國民政府制定並公布《中國銀行條例》24條。

### 11月
- 11月1日——中央銀行在上海正式成立，資本總額2,000萬元（銀元），總裁宋子文，副總裁陳行，總經理顧立仁，上午9時舉行開幕典禮，蔣介石主席並授宋子文總裁印，下午正式開始營業[4]:3202。

### 12月
- 12月1日——蔣介石北上校閱津浦鐵路第一集團軍完竣，是晨自安慶返抵南京[4]:3235。
- 12月8日——國民政府制定並公布《外交部組織法》21條。
- 本月日本炮车在汉口撞死人力车夫水杏林。

## 出生
- 3月15日——黃克孫，中國廣西南寧出生，成長於菲律賓馬尼拉，後來成為美籍華裔物理學家與翻譯家。（2016年9月1日逝世）
- 5月7日——狄剛主教，中國河南修武縣出生，河南省新鄉縣人，天主教會主教，曾任嘉義教區主教與台北總教區總主教。
- 5月19日——陳淑良，中國廣東廣州黃沙區出生，祖籍廣東順德，是粵劇名伶「小生王」白駒榮之女，香港粵劇表演藝術家，藝名白雪仙。
- 10月2日——葛守仁，浙江嘉興人，美籍華裔電子學家，原伯克利加州大學工學院院長。（2015年6月27日逝世）
- 10月20日——李遠芃，在上海法租界明德里十五號出生。後改名李鵬，中國共產黨及中華人民共和國前主要領導人之一。

## 逝世
- 2月6日——周文雍，共產黨員、廣州蘇維埃政府勞動委員兼赤衛隊總指揮，在廣州黃花崗赴死[4]:2939。
- 2月8日——李之龍，前國民政府代理海軍局長，2月7日由香港到廣州，被捕赴死[4]:2947。
- 2月15日——馬駿，中共北京市委書記，赴死[4]:2957。
- 3月20日——夏明翰，中共湖北省委委員，在漢口赴死[4]:2991。
- 3月21日——張紹曾，前北京國務總理，在天津日租界遇剌身死[4]:2993。
- 3月28日——郭亮，中共中央黨員、湖北省委書記，在岳陽被捕，是晚在長沙赴死[4]:2998。
- 4月21日——羅亦農，中共中央臨時政治局委員、上海工人三次起義領導人之一，在上海赴死[4]:3024。
- 4月30日——辜鴻銘，北京大學教授，在北京病故[4]:3033。
- 5月1日——向警予，中共湖北省委負責人，在漢口赴死[4]:3035。
- 5月27日——孫岳，河南省政府委員、前國民軍副司令兼第三軍軍長，在上海病逝[4]:3064。
- 6月3日——黎元洪，前中華民國總統，在天津病逝，遺電勸各方息兵，並提出濟案求外交正義之解決及從速召集國民議會，解決時局糾紛等10項時局主張[4]:3072。
- 6月4日——張作霖，安國軍大元帥，在皇姑屯車站遇炸，抬回瀋陽大元帥府後於上午10時身亡[4]:3072-3073。
- 6月6日——陳喬年（陳獨秀次子），中共中央委員、江蘇省委組織部長，在上海龍華赴死[4]:3076。
- 8月7日——彭公達（化名楊維策），中共湖南省委書記，在安源開中共湘鄂贛三省聯席會議時被捕，是日在長沙赴死[4]:3130。